# 呉鳳

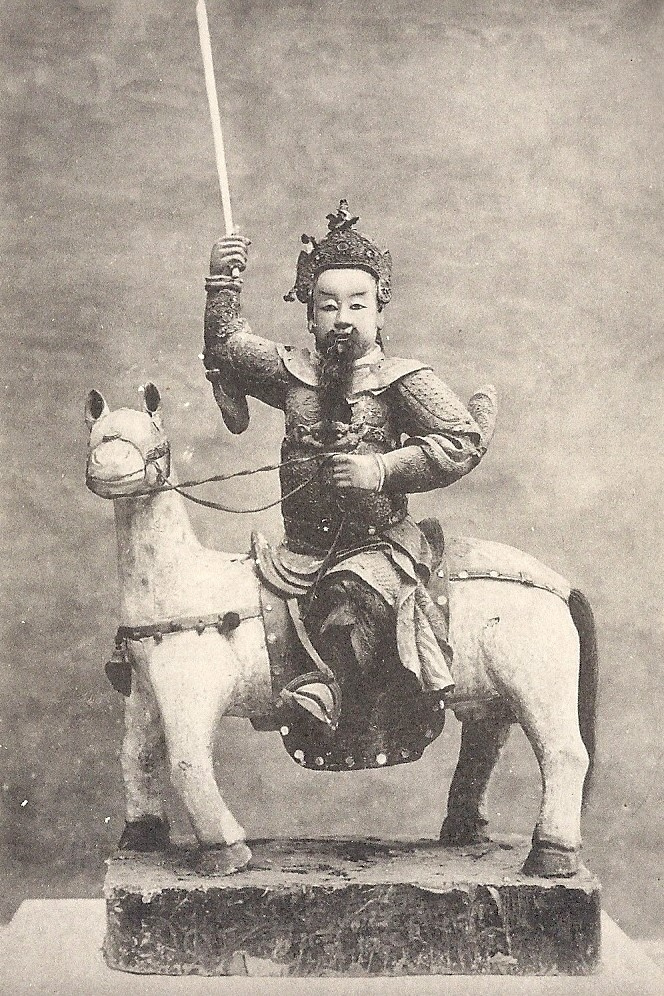
1931年（昭和6年）刊行の「呉鳳」所収の呉鳳騎馬像

呉鳳（ごほう、簡体字: 吴凤; 繁体字: 吳鳳; 拼音: Wúfèng）は、現在の嘉義県山間部で台湾原住民の一種族、ツォウ族との間の通事（通訳）を務めていたとされる漢族である。19世紀、呉鳳のおかげでツォウ族に殺されないようになったとして、阿里山近辺で漢族が呉鳳を祀る民間信仰が始まっており、またツォウ族の間にも呉鳳の祟りを恐れて漢族を殺さないようになったとの伝承が存在していた。しかし呉鳳はその生没年もはっきりしない、伝承の世界で伝えられてきた存在であり、歴史史料からはその実在を確認できない。
日本統治時代となって台湾総督府は呉鳳の伝承に注目し、その身を犠牲としてツォウ族の首狩りの悪習を止めさせたという自己犠牲を強調したストーリーを新たに加えた上で呉鳳の顕彰を行っていく。その中で呉鳳は台湾、そして日本本土や朝鮮の教科書の教材として取り上げられるようになり、呉鳳の存在は広く知られるようになった。戦後の国民党統治下の台湾でも呉鳳は教科書で教えられ続け、呉鳳の顕彰も盛んに行われてきた。
しかし1980年代以降、教科書等で取り上げられてきた呉鳳像は虚構であると非難されるようになり、また台湾原住民からの激しい非難の対象となって呉鳳神話打破運動が起こり、そのような中で呉鳳は教科書教材から外され、呉鳳の顕彰もかつてより目立たないようになった。

## 清朝時代の台湾における呉鳳についての伝承

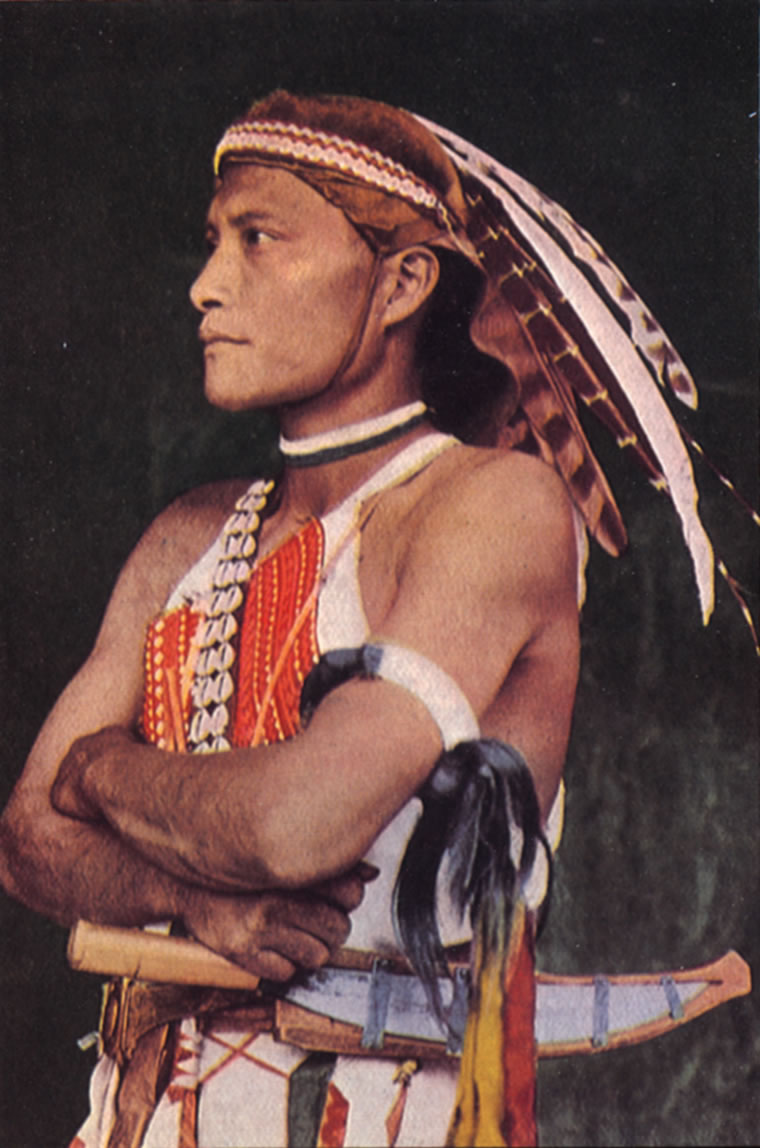
正装したツォウ族青年の姿

呉鳳について記録された文献は、劉家謀の「海音詩」が最も古いものとされている。作者である劉家謀は道光年間、台湾で役人を務めていた人物であり、その題名の通り漢詩集である「海音詩」は1855年（咸豊5年）に福州にて出版されている。
「海音詩」ではまず呉鳳に関する七言絶句があり、詩への追記の形で呉鳳について紹介している。それによると呉鳳は通事（通訳）としてツォウ族との交易に従事していた。やがて呉鳳はツォウ族が漢族たちの村へ行き、村人たちを殺そうと画策していることを知った。呉鳳はまずツォウ族と交渉しての殺害時期の引き延ばしを図り、その間に村人たちを避難させた。このことを知ったツォウ族は呉鳳を殺そうとした。呉鳳は家人に対し、「私が死ねば村人たちは救われるだろう」と言い残し、殺された。呉鳳の死後、夕暮れになるとツォウの村々にざんばら髪で剣を差した呉鳳が騎馬姿で現れるようになり、それとともに疫病が流行して多くの死者が出た。ツォウの人々は呉鳳の祟りを恐れ、漢人たちを殺さぬことを誓うようになり、春と秋には呉鳳の墓を祀るようになった。
「海音詩」の内容から、呉鳳は地方官にあたる職位にあったが、原住民との間の通訳という業務は主要な役職ではなかったため、呉鳳のことは同時代の行政記録などには残らなかったと見られている。そして呉鳳の死後、台湾で役人を務めていた劉家謀が台湾で聞いた呉鳳の話を「海音詩」に記述したと考えられ、これは呉鳳についての最も素朴な形の伝承であると見られている。
続いて1894年（光緒20年）、倪贊元の「雲林縣采訪冊」に呉鳳について紹介されている。「雲林縣采訪冊」では「海音詩」と比べて呉鳳についてかなり詳細な伝承が紹介されている。呉鳳がツォウ族との間の通事（通訳）であるとする点については「海音詩」と同一であるが、これまでの通事がツォウ族の人を殺すことを好む習慣を恐れ、遊民をあえてツォウ族の犠牲として提供していたのに対し、呉鳳はツォウ族の悪習を止めさせるべく交渉し、殺害の実行を引き延ばしてみたものの、結局抑えきることが出来なかったとしている。
結局ツォウ族の説得が不可能であると判断した呉鳳は、家人に呉鳳に似せた騎馬姿で刀を携えた紙製の人形を作らせ、その上で自分はツォウ族に最後の説得に赴こうと考えているが、殺されてしまったらこの紙製の人形を焼き、「呉鳳が山に入った！」と告げるよう伝えた。家人は思いとどまるように懇願したものの聞かず、呉鳳は朱衣紅巾といういでたちでツォウ族のところへ向かった。呉鳳はツォウ族に対し「どうしてみだりに人を殺そうとするのか」と説得するも聞き入れられず、呉鳳は殺された。呉鳳が殺されたことを知った遺族は生前の言いつけ通りにしたところ、ツォウ族はしばしば刀を携えた騎馬姿の呉鳳の姿を見るようになり、そのたびに疫病によって多くの死者が発生した。この結果としてツォウ族は漢人を殺さないようになり、漢人たちは祠を立てて呉鳳を祀るようになった。

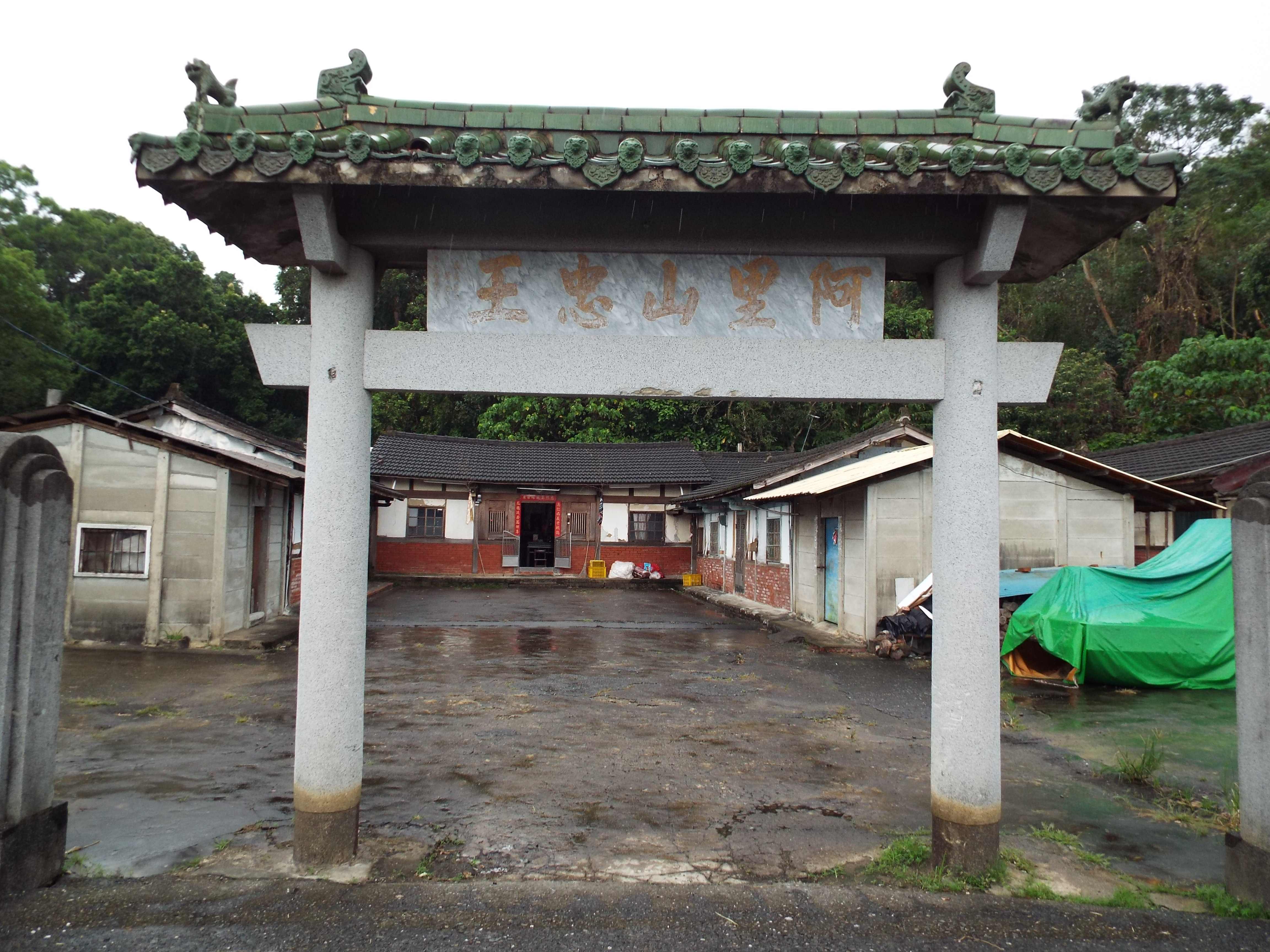
嘉義県竹崎郷義仁村にある、呉鳳旧居と伝えられる建物

「海音詩」と「雲林縣采訪冊」で紹介されている呉鳳について比較してみると、「雲林縣采訪冊」の呉鳳の記述では、殺されるときに朱衣紅巾という後に呉鳳を象徴することになるいでたちであったとする点や、殺された後に紙の人形を燃やすように指示したなど、より詳細となっている。また呉鳳の姿も威厳に満ちたものとなっている。朱衣紅巾の赤い色は漢人の民間信仰の中で魔除けの色とされ、また紙の人形も漢人の民間信仰でしばしば用いられる。漢族の民間信仰を象徴する朱衣紅巾、紙の人形の登場や、「海音詩」では呉鳳の墓を祀っていたものが、「雲林縣采訪冊」では呉鳳を祀る祠が建てられたとされる点から、「海音詩」から「雲林縣采訪冊」までの約40年間の間に、漢人の民間信仰の中では呉鳳は人鬼から神霊へと神格化されていったとの考察がある。また、「雲林縣采訪冊」が刊行された19世紀末の段階では、正式に神と見なされていたかまでは明らかとは言えないものの、呉鳳がもたらす霊験の存在が記録されていることから、単なる鬼ではなく、神と鬼との境界的な存在である「鬼神」であったとの見方もある。いずれにしても現在の嘉義県東部の19世紀末の漢族社会では、呉鳳は単にツォウ族に殺された通事にとどまらず、神霊ないし鬼神といった神性を持った存在として認識されていた。
事実、嘉義県東部には19世紀、清の統治時代に呉鳳を祀る廟が複数創建されたことが明らかになっている。これらの廟の中には現在でも呉鳳を祀り続けているものもあり、嘉義県東部の漢族社会の中で、呉鳳を祀る習慣が一世紀以上という長期にわたって継続していることを示している。中でも現在の嘉義県中埔郷社口村にある呉鳳廟は、呉鳳の没後、その功績を称えるために社口庄（現在の社口村）周辺の漢人らが建立を計画し、呉鳳の跡を継いで通事となった楊秘を中心として寄付を募り、1820年（嘉慶25年）に社口庄の呉鳳の旧家跡に建設されたと伝えられている。その後呉鳳廟は1880年（光緒6年）頃には頽廃してしまうが、地元の有志たちが1885年（光緒11年）に修復再建したとされる。
また、「雲林縣采訪冊」の記述の中で、呉鳳の没年が戊戌であると記載されている点が注目される。しかし戊戌が1718年（康煕57年）なのか1778年（乾隆43年）なのか、それとも1838年（道光18年）なのかははっきりとしない。
清朝時代の台湾における呉鳳に関する資料としては、「海音詩」、「雲林縣采訪冊」の他に、1719年（康煕58年）3月の日付が記された土地契約書がある。契約者として呉鳳の名が記されたこの土地契約書は、公租の支払いに窮した阿里山原住民の公租を呉鳳が代納する代わりに原住民が所有していた土地の開発権を得て、呉鳳は開発権を得た土地を開墾し、小作料を徴収していくといった内容であった。つまり呉鳳は公租の代納という手段を用いて、これまで原住民が所有してきた土地を占拠していくという、いわば原住民の権利を侵害する一面を持っていたとされる。

## 日本による台湾統治の開始と呉鳳顕彰の開始

### 清から引き継がれることになった台湾統治の課題

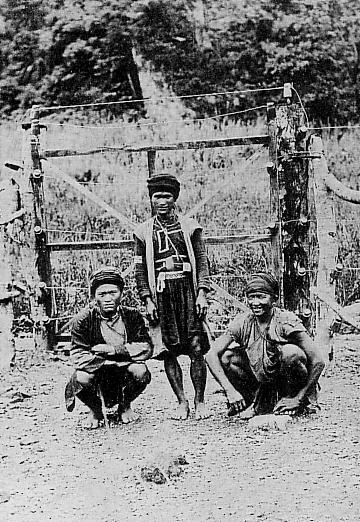
台湾原住民との境界線に設けられた防衛ラインである隘勇線。

1895年（明治28年/光緒21年）、日清戦争は日本の勝利に終わり、4月17日に下関条約が締結され台湾は日本領となった。5月29日に近衛師団が台湾への上陸を開始し、6月17日には台北で台湾総督府が始政式を挙行して業務を開始し、台湾は日本統治時代を迎えた。しかし台北を中心とした台湾北部一帯への進出は比較的スムーズであったものの、台湾中、南部への進出は現地住民の激しい抵抗に直面し、難航した。結局台湾の制圧が完了したのは1895年11月になった。台湾の日本支配への抵抗勢力の中核は土匪と呼ばれる人々であった。土匪は清の支配時代から台湾に存在した民間武装勢力のことで、辺境の地である台湾に十分な軍事、警察機構を設けられなかった清の統治時代、台湾内でしばしば発生した住民同士の衝突時、私兵に金品を提供するなどして紛争解決を図ることが多く、その結果として台湾内に土匪と呼ばれる民間武装戦力が根を張ることになった。
清の統治時代、台湾内で住民同士の衝突がしばしば発生した背景には、台湾が抱え込むことになった複雑な人種、族群の問題があった。清の時代、豊かな台湾の地を目指して多くの移民が中国大陸からやって来た。清の時代に中国大陸からやって来た移民たちは、主に3つのルーツを持っていた。福建省の漳州出身の漳州人、同じく福建省泉州出身の泉州人、そして広東省北部に住む客家人である。漳州人と泉州人は同じ福建省内にルーツを持ち、比較的文化の差異は小さかったが、客家人と漳州人、泉州人との間は言葉がほとんど通じず、文化も大きく異なっていた。そして台湾には中国大陸からの移民がやって来る以前から、台湾原住民と呼ばれる人々が住んでいた。台湾の地に多くの中国本土からの移民がやって来るようになると、主に土地や水利の問題をきっかけとして、中国系の漢族と原住民との間の「民番衝突」、漳州人、泉州人、客家人といった移民間で「分類械闘」と呼ばれる紛争が頻発することになった。やがて文化の差異が小さい漳州人、泉州人はその境界があいまいになっていくが、漳州人・泉州人、客家人、そして台湾原住民との間の衝突は後々まで続いていくことになる。
中国大陸からの移民がやって来る以前、台湾全土に住んでいた台湾原住民たちは、移民たちにその生活圏をおびやかされ、平野部から山間部へとその拠点が移っていった。増加し続ける中国系住民は原住民の拠点である山間部へと居住地を拡大していき、その中で原住民との間の軋轢が増大し、中国系住民と原住民との居住境界線付近では原住民からの襲撃が頻発するようになっていた。その結果、お互いの居住範囲の境界線に漢族は防衛ラインを設けるようになり、その防衛ラインは隘勇線として整備されていった。清から台湾の統治権を獲得した日本は、土匪と呼ばれる地方武装勢力、複雑な民族・族群構成、原住民との関係など、台湾統治の大きな課題をも引き継ぐことになった。

### 台湾総督府の台湾の対地主階級、原住民政策
ところで台湾の地方武装勢力、土匪の中核は基本的には地主であった。台湾に渡って来た漢族たちは、原住民の抵抗、そして出自の異なる移民たちとの抗争を武力を用いながら排除しつつ開拓を進めていったわけで、当然のことながらそのリーダーたちは開拓した土地を所有した上に武力を持つ存在となっていった。台湾総督府は粘り強い抵抗を続ける土匪の掃討作戦を進め、台湾漢族社会で指導的な地位にあった地主階級への締め付けを強める一方で、地方に大きな影響力を持つ地主階級を温存し、台湾統治の道具として利用していくことになった。つまり日本統治時代となって、清の時代とは異なり地主階級は武装解除され、総督府による厳しい締め付けがなされるようになったものの、地主階級そのものは温存され、地方の名望家として主に台湾の地方行政で重要な役割を果たしていくようになった。
土匪の抵抗は1902年（明治35年）にようやく終息した。すると次なる課題として持ち上がってきたのが、台湾で広い面積を占める山間部の原住民支配地域の存在であった。台湾の山間部で生産される樟脳などの豊富な森林資源を獲得するため、これまで支配が及んでいなかった台湾山間部を実効支配していくことが求められるようになったのである。具体的には漢族と原住民たちの境界線である隘勇線を前進させ、日本人、漢族に土地を開放して台湾総督府の行政区域に組み込んでいく施策が推し進められた。このような生活圏を直接脅かす台湾総督府の施策は原住民たちの激しい抵抗を招いた。原住民たちの抵抗に対して総督府は武力制圧を行い、台湾山間部の支配地域拡大を進めていった。そして1910年（明治43年）からは、佐久間左馬太総督主導による理蕃五カ年事業が始められた。

### 台湾総督府に注目される呉鳳

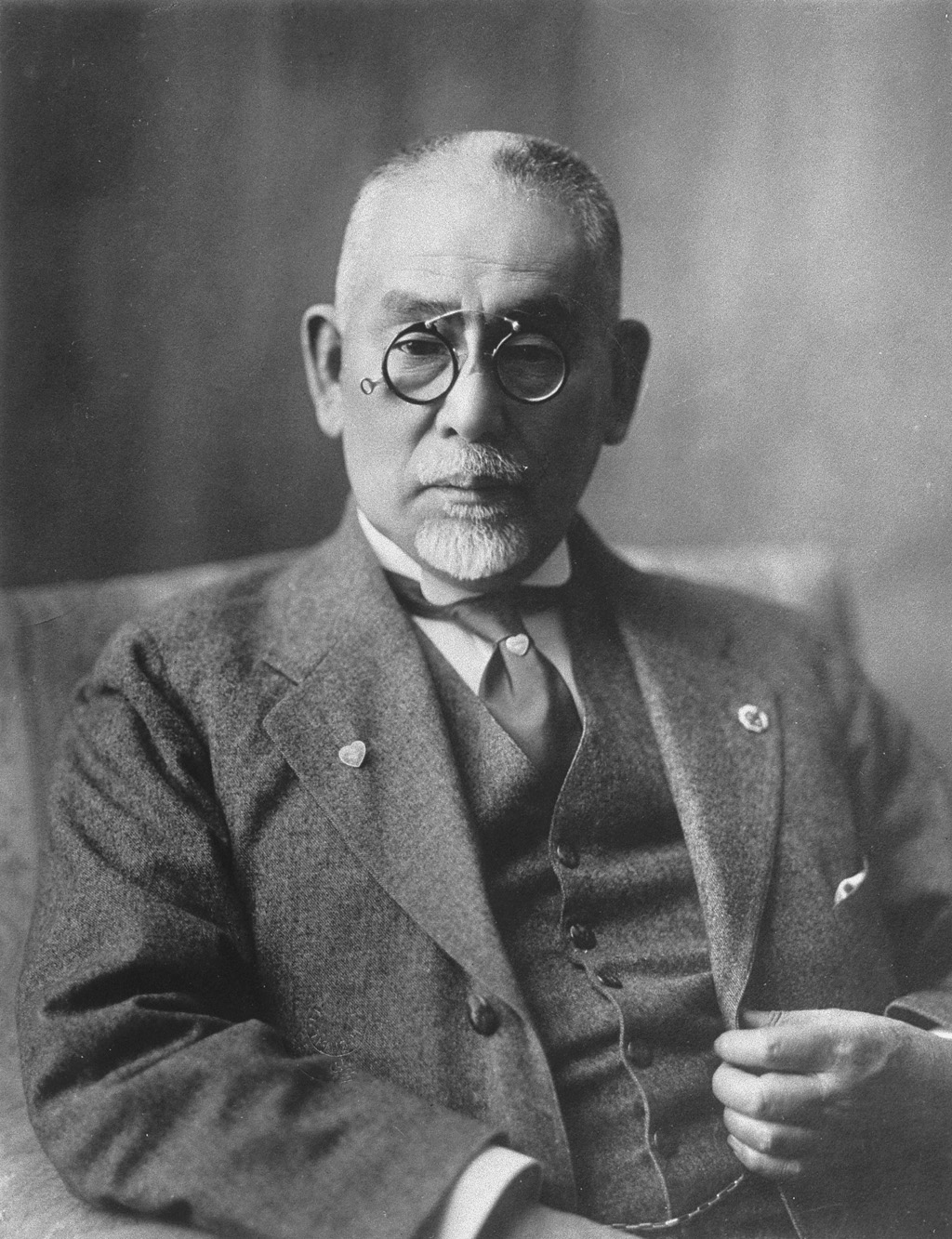
台湾総督府の民政長官を務めていた後藤新平は、早くから呉鳳について注目していた。

日本統治時代に入り、呉鳳について最初に注目したのは伊能嘉矩であると考えられている。伊能は1897年（明治30年）に調査のために嘉義を訪れ、そこで雲林縣采訪冊を借り受けた。また嘉義での調査の過程で呉鳳についての情報を入手したとも考えられる。伊能は1900年（明治33年）、粟野伝之丞とともに著した「台湾蕃人事情」の中で呉鳳について紹介した。台湾蕃人事情の中で、呉鳳は1721年（康煕60年）にツォウ族に殺されたとしている。これは18世紀前半の同時代史料に、1721年（康煕60年）ツォウ族が反乱を起こし通事を殺害したとの記録が残っていることに依ったと考えられる。そして1904年（明治37年）に著した「台湾蕃政志」では、呉鳳の故事を「通事呉鳳の奉公」と題して紹介し、「蕃政史上の一美談」と称揚した。
伊能に続いて呉鳳の存在に注目したのが台湾総督府のナンバー2、民政長官を務めていた後藤新平である。後藤は1904年（明治37年）の9月から10月にかけて嘉義など台湾南部の視察を行い、10月2日から7日にかけて阿里山を視察した。阿里山視察時に呉鳳の話を聞きつけた後藤は、阿里山から嘉義への帰途、呉鳳を祀る寺廟を参拝した。そして視察同行者を現在の呉鳳廟に派遣し、調査を行わせている。そして視察後には嘉義庁に対して呉鳳についての更なる調査を命じ、呉鳳の功績を称える碑の建立を計画した。
後藤の視察に同行した台湾日日新報記者の尾崎秀眞も呉鳳について関心を寄せ、台湾日日新報紙上で阿里山と呉鳳の特集記事を執筆した。またこの特集記事の中で紹介された呉鳳の事績は、呉鳳の伝記として権威を持つようになる、1912年（大正元年）に刊行された中田直久による「殺身成仁 通事呉鳳」に繋がっていく内容であることが注目される。
しかし後藤新平が主導した呉鳳の功績を称えた石碑の建立や、呉鳳についての追加調査の実施は、1906年（明治39年）11月に後藤が南満州鉄道総裁就任のために転出し、翌1907年（明治40年）8月には嘉義庁長が交代したため、いったん中断してしまう。しかも1906年（明治39年）3月17日に嘉義を襲った大地震によって呉鳳廟は倒壊してしまい、廟内に祀られていた神像と神位は、廟の管理者宅で保管された。
呉鳳の顕彰への動きが本格化するのは、1909年（明治42年）10月、嘉義庁長に津田毅一が赴任した後のことであった。津田は震災で倒壊した呉鳳廟の再建と呉鳳の伝記の出版を計画する。これらの事業は台湾総督府の後援を受け、嘉義庁下で寄付を募りながら進められていく。この時期、台湾総督府の後援を受けながら呉鳳の顕彰事業が本格化する背景には、当時の台湾の情勢が密接に関わっていた。

### 緊迫した情勢が続く台湾総督府の台湾統治

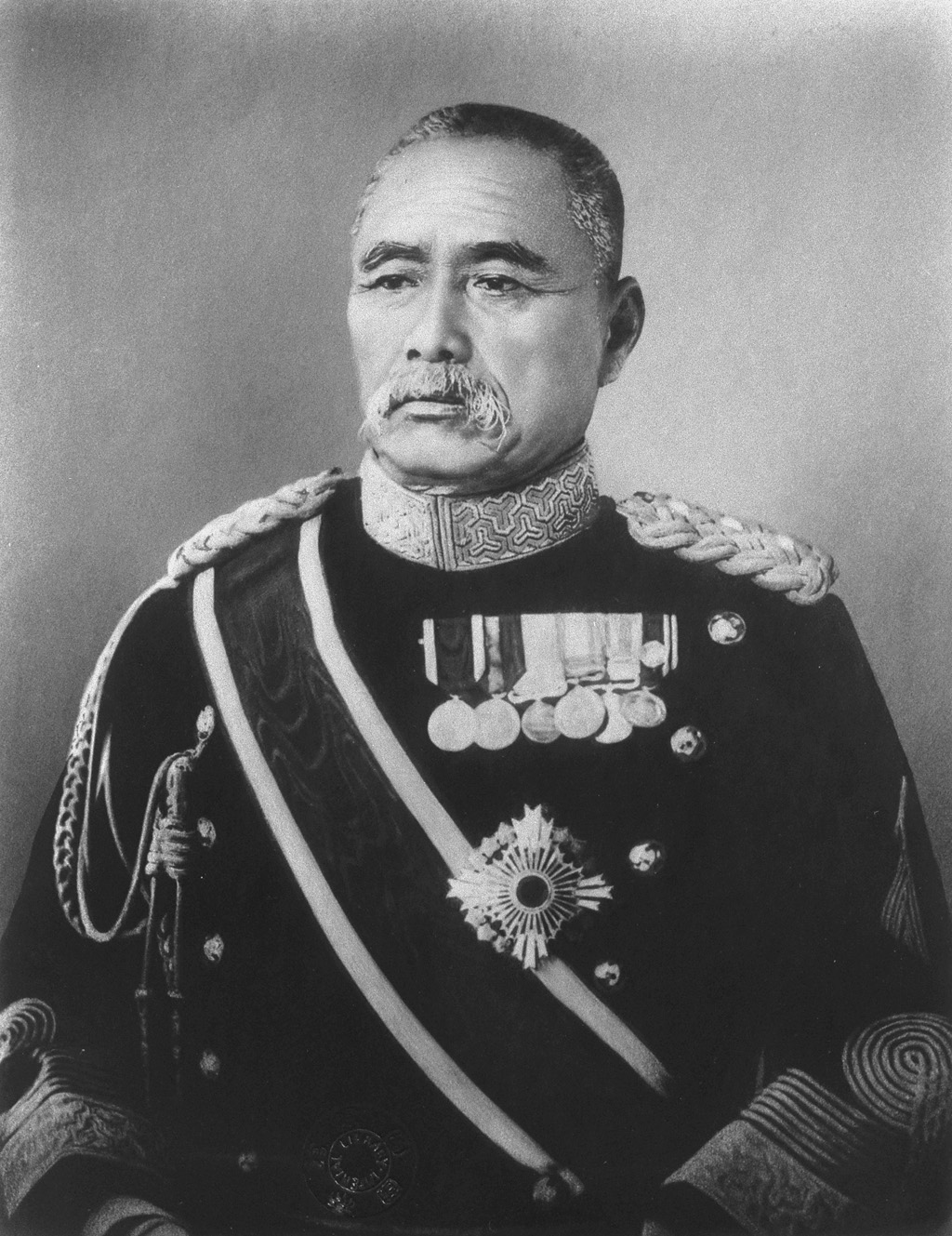
明治天皇の厚い信任のもと理蕃五カ年事業を開始した台湾総督の佐久間左馬太は、台湾原住民の激しい抵抗に苦慮し、台湾の漢族からの支持を繋ぎ止めるために呉鳳の顕彰を図った。

呉鳳顕彰事業の本格化に最も大きな影響を与えたのが、台湾原住民の制圧事業であった。1902年（明治35年）の土匪の抵抗が終結した後に本格化した、台湾山地の豊かな森林資源の確保を目指した台湾原住民制圧への動きは、必然的に台湾原住民たちの激しい抵抗を招いていた。そのような中、台湾総督の佐久間左馬太が主導した理蕃五カ年事業が1910年（明治43年）度から開始された。この事業は多大な国費を投入することになるため政府内で批判する意見が強く、当時の桂太郎首相、そして台湾の問題に大きな発言力があった逓信大臣の後藤新平も評価しておらず、立案した佐久間も実現を一時断念した。しかし佐久間のことを寵愛していた明治天皇が計画を評価したことから事態は一変し、国費を投入して本格的な台湾原住民の制圧を進める理蕃五カ年事業がスタートした。
理蕃五カ年事業の進行中、佐久間ら台湾総督府の関係者は想定を遥かに上回る台湾原住民たちの抵抗に直面することになった。多大な犠牲を払いながらも思うように進まない制圧事業そのものもさることながら、事業に対する支出も当初の想定を上回る事態となり、強い反対を押し切る形で理蕃五カ年事業を開始した台湾総督府は苦境に立たされた。しかし佐久間総督は自らの意見を容れて事業推進の後押しをした明治天皇に対する恩義もあって、なんとしてでも事業完遂を目指す姿勢を崩さなかった。そして理蕃五カ年事業の遂行によって、漢族の一般民衆たちは多大な事業費のしわ寄せによる負担増をもろにかぶり、見返りがないままに原住民制圧の危険な現場に派遣されるという負担に苦しむことになり、そのことに対する怒りが台湾社会に渦巻くようになった。一方、台湾の地主階級は基本的に理蕃五カ年事業に協力的であった。これまで原住民の支配地域であった土地は、制圧事業の後、日本人、漢族に開放されたため、地主階級にとっては支配できる土地を拡大できるチャンスでもあった。漢族の民衆レベルで原住民制圧事業の負担と犠牲に対する怒りが高まっている事態を把握した台湾総督府は、地主階級の支持を確実に繋ぎ止め、原住民制圧に駆り出される民衆を慰撫する施策を進めていく。
まず台湾総督府は1911年（明治44年）に、「治蕃紀功」を刊行する。これは台湾原住民制圧で活躍した日本人、漢族の事績を顕彰する内容のものであり、苦戦続きであった理蕃五カ年事業に従事する日本人や漢族の士気を鼓舞し、その多くが漢族である犠牲者の遺族を慰撫することを狙ったものであった。また治蕃紀功は巻末に呉鳳伝を掲載しており、この呉鳳伝も、先述の尾崎秀眞が執筆した台湾日日新報紙上の特集記事内での呉鳳の事績とともに、中田直久による「殺身成仁通事呉鳳」に繋がっていく内容であることが注目される。
同じ頃、台湾の漢族社会ではしばしば反日暴動が企図されていた。もちろん暴動企図の背景には理蕃五カ年事業に伴う民衆の負担増と犠牲があった。しかしそれ以外に中国本土の辛亥革命の影響も無視できなかった。台湾総督府の当局者たちは辛亥革命が台湾海峡を渡る事態を恐れた。そして反日暴動の精神的バックボーンとして漢族の民間信仰があった。反日暴動の首謀者たちは漢族の民間信仰を背景に民衆の心を掴んでいったのである。

### 呉鳳廟の再建

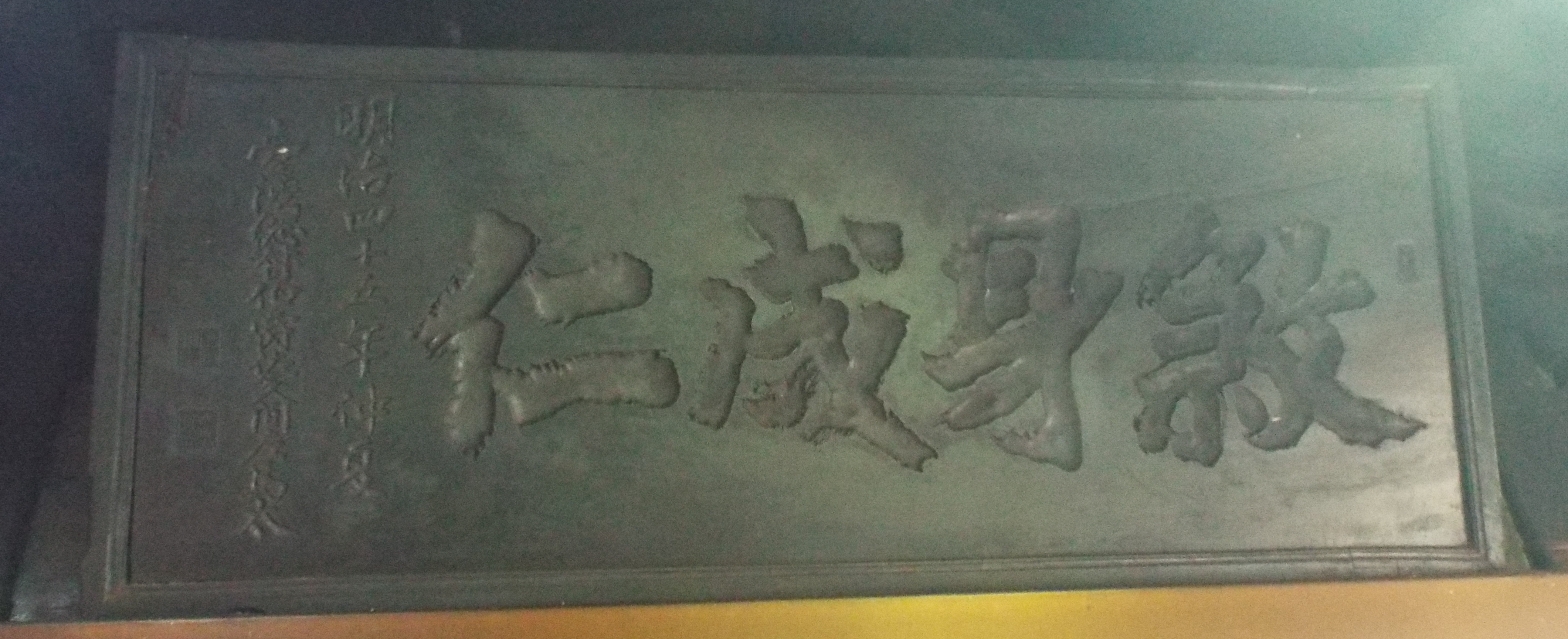
台湾総督佐久間左馬太筆の扁額「殺身成仁」。1913年（大正2年）の呉鳳廟改修工事竣工の際に献じられたもので、現在は嘉義県竹崎郷義仁村の呉鳳旧居に飾られている。

1909年（明治42年）10月、嘉義庁長に就任した津田毅一は、いったん中断していた呉鳳の顕彰事業に再着手した。具体的には1906年（明治39年）3月17日の大地震で倒壊したままであった呉鳳廟の再建と呉鳳の伝記の刊行を計画した。津田ら嘉義庁側は台湾総督府の後援を受けつつ嘉義庁各地で募金活動を行い、4000円の資金を集めて呉鳳廟の再建と呉鳳の伝記刊行事業を行うことになった。呉鳳廟に関しては1910年（明治43年）9月、廟の管理者により再建事業が開始され、関係者とともに事務所を地元の社口庄に立ち上げた。
1913年（大正2年）3月19日、嘉義庁長の津田毅一が主催者となり、台湾総督の佐久間左馬太、蕃務総長の大津麟平ら総督府の高官、阿里山のツォウ族約200名も参列して呉鳳廟遷座式が挙行された。佐久間は再建なった呉鳳廟に「殺身成仁」の扁額を贈り、呉鳳廟には佐久間揮毫の扁額が掲げられることになった。そして呉鳳廟の再建に際し、嘉義庁長の津田は後藤新平に呉鳳の事績を紹介し称える記念碑の撰文を依頼した。後藤は津田の依頼を快諾し、呉鳳廟の傍らには呉鳳の記念碑が建立された。。
呉鳳廟遷座式では、蕃務総長の大津麟平が祭文を読み上げた。祭文の中で大津は、「蕃境を一変して無尽の豊源」たらしめたと呉鳳の事績を称えた上で、呉鳳の事績は「不仁を化」するものとして、その当時台湾総督府が行っていた理蕃事業の模範であると位置づけた。この祭文は台湾の漢族に対して「無尽の豊源」を得て、「不仁を化」するという台湾原住民制圧事業の大義名分を示すものであった。つまり呉鳳の顕彰事業は、主として地主資産階級の漢族に対して台湾原住民制圧事業のイデオロギーを示し、台湾総督府との協力関係の維持を図り、そして台湾原住民の制圧に漢族を動員し続けることを目的としていた。

## 殺身成仁通事呉鳳の刊行

### 呉鳳顕彰事業と公的伝記「殺身成仁通事呉鳳」の編纂、発行
台湾総督府の後援を受けて進められた呉鳳顕彰事業では、呉鳳廟の再建事業とともに呉鳳の伝記の編纂が進められた。伝記の編纂過程についての資料は現存していないが、著者は嘉義庁警視課長の中田直久であった。そして1912年（大正元年）10月、「殺身成仁通事呉鳳」が出版された。「殺身成仁通事呉鳳」の出版後、これまで死没年を取ってみても複数の伝承があった呉鳳についての記述は、同書の記述を踏襲したものとなっていく。これは台湾総督府の後援を受けた呉鳳顕彰事業の目玉の一つとして編纂されたという事情により、「殺身成仁通事呉鳳」はオフィシャルな伝記、いわば正伝としての権威を持つようになったためである。その一方で、公的な呉鳳の伝記として編纂された「殺身成仁通事呉鳳」は、どうしても当時の政治的意向に従った内容になってしまったと考えられている。。
前述のように「殺身成仁通事呉鳳」の編纂経過は明らかになっていない。また、同書における呉鳳についての記述は、根拠とした資料や伝承者について全く紹介がされていない。その一方で、異伝として漢族の伝承が4つ、ツォウ族の伝承が2つ紹介されており、こちらについてはそれぞれ伝承者が紹介されている。このことから「殺身成仁通事呉鳳」における主たる呉鳳の記述は、資料や伝承に依らずに改変された点があるとの指摘がある。
また、「殺身成仁通事呉鳳」は日本語本文と中国語本文がともに記されており、日本人とともに漢族の読者を想定した形式となっている。しかも巻末には主として台湾の地主、資産階級など、台湾の漢族の名望家作の呉鳳を称えた漢詩95首が掲載されており、その一部は再建成った呉鳳廟にも掲げられた。このように呉鳳の公的伝記たる「殺身通仁通事呉鳳」は、呉鳳廟の改築事業と並んで主として地主資産階級の漢族に対して台湾原住民制圧のイデオロギーを示し、台湾総督府との協力関係の維持を図り、更に当時進行中であった理蕃五カ年事業という台湾原住民制圧のために漢族を動員し続けることを目的としていた。

### 殺身成仁通事呉鳳本編の内容
「殺身成仁通事呉鳳」では、まず呉鳳の生没年を考証している。呉鳳の没年として雲林縣采訪冊の中で戊戌であるとの記述があり、そのため「殺身成仁通事呉鳳」の編纂時、1718年（康煕57年）没との説があった。またかつて呉鳳が住んでいたとされる社口庄の呉鳳廟には1729年（雍正7年）没との伝承があった。そして呉鳳の後裔が居住しているとされる家に伝わる位牌には、呉鳳は字は元輝、1699年（康煕38年）生まれ、1769年（乾隆34年）没と記されていることから、1699年（康煕38年）生まれ、1769年（乾隆34年）没との説があった。以上三説の中で「殺身成仁通事呉鳳」では呉鳳の後裔に伝えられている位牌の記述を重視し、1699年（康煕38年）生まれ、1769年（乾隆34年）没説を採用している。この殺身成仁呉鳳で採用された呉鳳の生没年はその後、定説となっていく。しかし三浦幸太郎による「義は輝く通事呉鳳」上で、典拠とした肝心の位牌は、呉鳳が生きていた時代ではなくて後世に作られたものであり、しかも内容的にも整理されたものではなく、呉鳳の生没年の根拠とするには権威がないと見なしており、「殺身成仁通事呉鳳」出版後も呉鳳の生没年についての異論は存在した。
「殺身成仁通事呉鳳」本編ではまず呉鳳の来歴から筆を起こしている、呉鳳は1699年（康煕38年）に福建省漳州府平和県（現福建省漳州市平和県）に生まれ、幼時に父母とともに台湾に移住した。呉鳳の家族は現在の嘉義県の山間部に落ち着き、開墾した土地を耕すとともに、ツォウ族との交易に従事した。そのような中で呉鳳はツォウ族の言葉を覚え、24歳となった1722年（康煕61年）、通事に選ばれた。当時台湾では多くの通事が原住民から利益を貪り、原住民たちを私用で酷使したり、女を妾として囲ったり子どもを攫ってきては人身売買するなどの悪事をほしいままにしており、1721年（康煕60年）には台湾で発生した朱一貴の乱に乗じ、ツォウ族は通事を殺害するという挙に出ていた。
ところでツォウ族には首狩りの習慣があった。呉鳳の前任の通事たちは業務の円滑な遂行のみを考え、ツォウ族の殺害欲を満たすために無頼の遊民をツォウ族のところに差し向け、いわば生贄のようにしていた。呉鳳はこのような通事による悪習が定着し、更に通事殺害という非常事態のあとを受けて、24歳の若さで通事の職に就いた。呉鳳は当時の多くの通事とは異なり、極めて公正に原住民との間の職務を遂行していった。呉鳳の公正さは漢族、そしてツォウ族からも信頼をかち得て、48年間という長期にわたって通事を務めた。
通事の業務に携わりながら呉鳳は、ツォウ族の首狩りの悪習に心を痛めていた。呉鳳が通事の職に就くや、ツォウ族たちは祭祀に当たってこれまで通り首を狩るべき人を寄こすよう要求してきた。呉鳳はツォウ族に対し、そもそも人を殺すことは大変な罪悪であると諭した上で、先年の反乱時、何名の漢人の首を狩ったかと尋ねた。ツォウ族から40余りの首を狩ったとの答えが返ってくると、今後その40余りの首を毎年ひとつずつ祭事に備えるように告げ、また祭事には牛、豚、布などの供物について支援するとして、首狩りについてはその首が無くなった後にどうするか考えても遅くはないのではと説得を重ね、ようやくツォウ族の合意を得た。
時は流れて四十数年後、1766年（乾隆31年）いよいよ祭りに供える首が無くなった。ツォウ族たちは首狩りの再開を呉鳳に迫って来た。呉鳳は来年まで待てと答えた。翌年、改めて首狩りの再開を迫ってきたがやはり呉鳳の答えは来年まで待てであった。その次の年も同じであった。首狩りの再開を迫って3年、1769年（乾隆34年）、ツォウ族たちはいよいよ強硬に首狩りの再開を要求し、社口庄の呉鳳の職場に押し掛けてきた。興奮しながら首狩りの再開を要求するツォウ族たちを前に、呉鳳は居ずまいを正したうえで応対した。呉鳳は改めて殺人が人倫に背くと諭した上で、しかしこれまで長い間首狩りの件をどうするか保留にしていた経緯もあるので、明日、一人の人物の首を取るように伝えた。その人物は朱衣紅巾といういでたちで現れるだろう。ただ、その人物を殺せばたちまちお前たちに天罰が下されることになる。それでもかまわないのならばその人物の首を取れと伝えた。
自宅へと戻った呉鳳は自らの決意を家族に伝えた。そして刀を持った騎馬姿の自らの姿をかたどった紙の人形を作りおくように指示し、自分が死んだ後、すぐには遺体を収容せず、3日後に収容して紙の人形とともに火葬すべきとした。その上で、呉鳳は首狩りの悪習を止めさせようと説得を重ねたが徒労に終わった。恨みを抱いて死んだ呉鳳の霊が天にツォウ族に罰を下すように訴えるとの話を広めるように指示した。驚愕した家族たちは翻意を促したが呉鳳は聞き入れない。かくして翌朝、呉鳳は朱衣紅巾といういでたちで出勤していった。社口庄の呉鳳の職場周辺で待ち構えていたツォウ族たちは、朱衣紅巾をした人影を認めるや襲い掛かり、首を刎ねた。しかし刎ねた首が呉鳳その人であったことに気づき、驚愕して遺体を放置したまま逃げるようにその場を後にした。
呉鳳の死後、遺族たちは遺言通りに死後3日後に遺体を収容し、あらかじめ作成していた紙の人形を焼き、呉鳳の遺言通りの噂を広めた。公明正大な通事として信頼が厚かった呉鳳の死は各方面から哀悼され、噂は瞬く間のうちに広まっていった。そのような中、ツォウ族たちの多くは刀を持った騎馬姿の呉鳳の姿を見掛け、恐怖に震える中でやがて悪性の疫病が流行し始めた。多くのツォウ族が疫病に倒れていく中、今回の事態は呉鳳を殺した祟りであるとして、以後、漢族を殺さない誓いを立てた。ツォウ族は漢族を殺害しないようになったことにより、反乱等が絶えない台湾原住民の中でツォウ族の地は始めて安定し、豊かな山林資源に恵まれた阿里山の開発がスムーズに進むことになった。

### 他の呉鳳についての伝承と殺身成仁通事呉鳳の本編
「殺身成仁通事呉鳳」には、前述のように異伝として漢族による伝承が4つ、そしてツォウ族の伝承が2つ紹介されている。漢族の4つの異伝においても、本編と同じく呉鳳がツォウ族による漢族殺害計画を延期させ、このことが呉鳳殺害のきっかけとなったことについては一致している。しかし延期させた期間は数年から十数年であり、「殺身成仁通事呉鳳」本編のように40年余り待たせたとの記述は無い。これらは呉鳳の通事就任を1722年（康煕61年）、死去を1769年（乾隆34年）としたことによると考えられる。首狩りの延期提案の中で、反乱時に狩った首を利用するようにアドバイスするといった記述も「殺身成仁通事呉鳳」の本編のみに記されている。この点については漢族の伝承では基本的にツォウ族の漢族殺害に対する呉鳳の働きかけという構図であり、首狩りという習慣との関連性を強調していなかったが、「殺身成仁通事呉鳳」の本編では、首狩りの風習と呉鳳をリンクさせたことによると考えられる。
また呉鳳の死についての記述も異なっている。「殺身成仁通事呉鳳」の異伝の一つは、呉鳳が人を集めツォウ族と戦い、戦死したと記述したものもあり、いずれにしても呉鳳はツォウ族によって意図的に殺害されたとされており、「殺身成仁通事呉鳳」本編の、自らの首を差し出す覚悟を固めた呉鳳とそうとは知らずにツォウ族が首を落とすといった劇的なストーリーは存在しない。「殺身成仁通事呉鳳」本編の記述は、雲林縣采訪冊で紹介されている呉鳳の朱衣紅巾といういでたちにヒントを得て、呉鳳の公的伝記に課せられたイデオロギー的な狙いを満たすために創作された物語であると考えられる。
一方、漢族の伝承で共通にみられる呉鳳の紙製の人形を死後に燃やし、その後にツォウ族の間に呉鳳の姿を見たとの声が頻発し、疫病などの祟りを及ぼしたという構図は「殺身成仁通事呉鳳」の本編でも採用されている。このように「殺身成仁通事呉鳳」の本編では、身をもって原住民を教化したという理蕃事業の模範像、英雄像を喧伝するというイデオロギー的に構成された呉鳳像を描くばかりではなく、漢族の中で培われてきた呉鳳伝承に対し一定の尊重を見せている。これは台湾総督府の後藤新平民政長官が採用した、台湾における旧慣を尊重する政策に沿ったものであると考えられる。

### ツォウ族における呉鳳の伝承

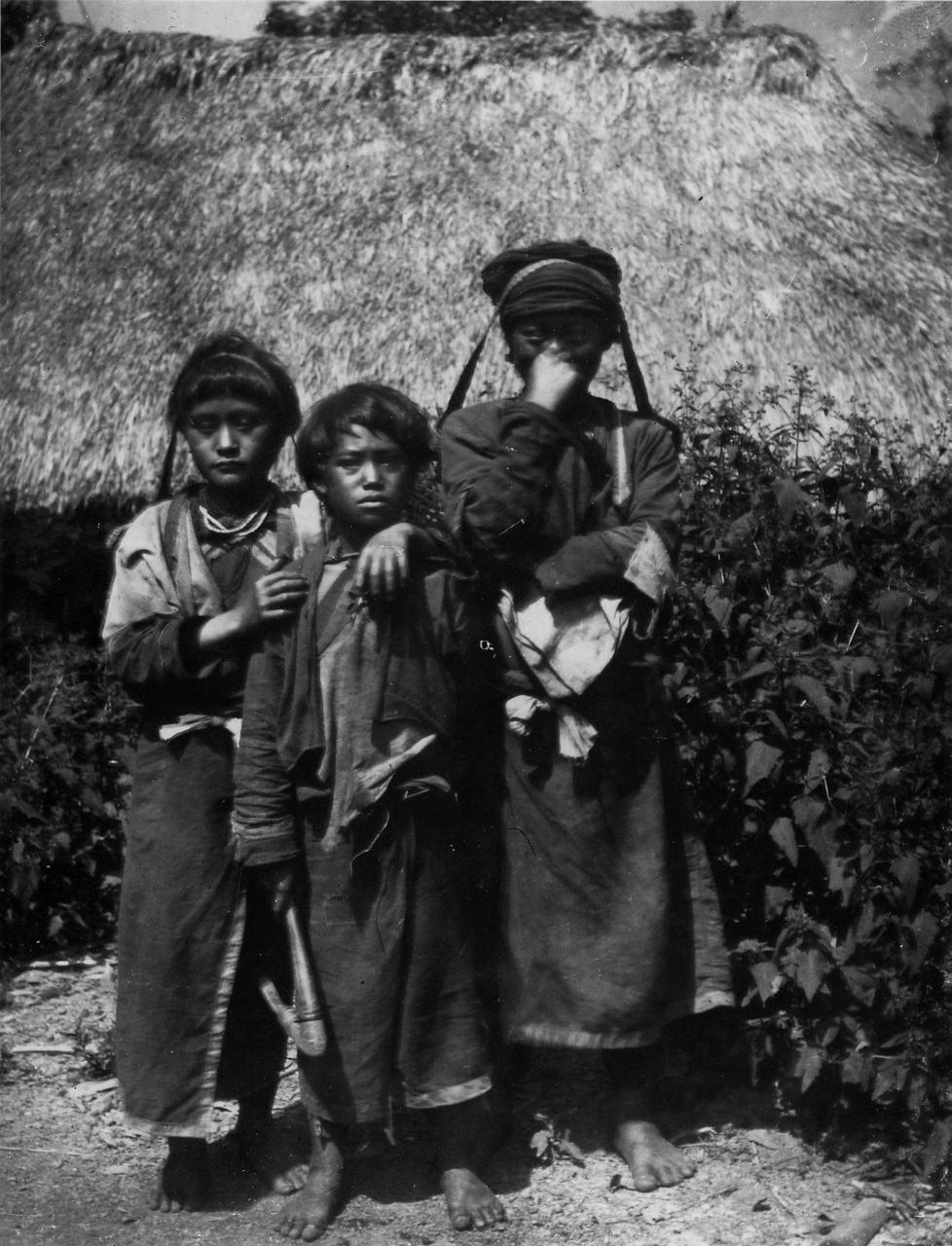
1900年撮影の阿里山のツォウ族少女たち

呉鳳については漢族ばかりでなく、一方の当事者に当たるツォウ族にも伝承が残されていた。まず「殺身成仁通事呉鳳」においても2つのツォウ族に伝わる伝承が紹介されている。また同時期にツォウ族から聞き取った伝承として、1913年（大正2年）に、猪口鳳庵が生蕃研究會発行の雑誌「蕃界」に紹介した伝承が知られている。特に猪口が紹介した伝承は「殺身成仁通事呉鳳」の内容と大きく異なるため、伝記とその内容が異なるといっても、このような異なった伝承があることが呉鳳の徳を傷つけるものではないと、一種の弁明を記しているほどである。
ツォウ族に伝わる伝承の特徴としてまず挙げられるのは、首狩りの習慣を止めさせようとした呉鳳を殺したというストーリーが見られないことである。「殺身成仁通事呉鳳」に紹介されている伝承では、呉鳳の殺害について一つは愚狂の者が殺したとし、もう一つは特段の記述がない。また猪口がツォウ族から聞いた伝承では、略奪、強姦、商売上の不正など、ツォウ族に対する漢族の悪事があまりにひどいため、憤激したツォウ族が社口庄の役所を襲い、一人の首を切ったところ、それが呉鳳であったという内容である。つまり漢族に伝わっていた呉鳳に関する伝承と、ツォウ族のそれとは伝承の内容が大きく異なっていたものと考えられる。そして猪口が採録した伝承の特徴として、ツォウ族には呉鳳その人を殺す意図はなく、いわば誤って殺してしまったことを強調している点も挙げられる。これは口述者はツォウ族の代表として呉鳳廟遷座式に参列しており、総督府が称揚する呉鳳について配慮し、意図的ではなく誤って殺したことにしたものと考えられる。
またツォウ族の呉鳳伝説では、ツォウ族が呉鳳を殺害した後に疫病が流行し、これが呉鳳の祟りであるということになって、以後漢族を殺さないと誓ったと伝えられている。そして戦前にツォウ族から採録された伝承の中に呉鳳伝承と同様の構成を持つものがあった。それによるとツォウ族は、鉄砲を持つ漢族に平野部を追われ山間部で生活せざるを得なくなってしまい、ツォウ族の間には漢族に対する怒りが高まり、漢族を手当たり次第に殺していくようになった。するとまもなく天然痘が流行し、多くのツォウ族が命を落とし、また、馬のようなものがツォウ族の居住地を駆け巡った。この時からツォウ族は漢族を殺さなくなった。という内容である。この伝承は呉鳳の名こそ無いものの内容的には高い類似性を示しており、また固有名詞や年代がはっきりしない素朴な内容であることなどから、ツォウ族の間で元来語り継がれてきた伝承の原型であるとも考えられている。
他に戦前期に採録されたツォウ族の伝承では、呉鳳を殺したのはツォウ族の中でもサビキ村のトスク氏族であるとされていた。また、トツヤ蕃のヤイシカナ氏族であるとの言い伝えもあった。いずれにしても台湾総督府の公的事業として編纂された伝記としての権威を持つ「殺身成仁通事呉鳳」の本編には、これらツォウ族側の伝承や呉鳳像は基本的に反映されていない。しかし後述する小学校などの教材に取り上げられた呉鳳は、あたかも原住民の間に伝えられてきた伝承であるかのような記述がなされた。しかも漢族が建立した呉鳳廟の挿絵や写真を載せ、原住民が呉鳳の自己犠牲精神に感化され、呉鳳を神として祀るようになったとしている。前述のように呉鳳廟は漢族が建立したものであり、そもそも原住民の信仰、文化とは異質なものである。

## 新たな呉鳳像の広まり

### 教科書に採用される呉鳳
「殺身成仁通事呉鳳」は、当時の台湾総督佐久間左馬太が執念を傾けた理蕃五カ年事業の遂行中という情勢下、台湾の漢族、とりわけ地主、資産階級の支持を繋ぎ止め、併せて理蕃五カ年事業への漢族の動員を進めるという政策的意図を持った呉鳳顕彰事業の一環として編纂、発行された。しかし「殺身成仁通事呉鳳」によって形成された呉鳳像は、1914年（大正3年）の理蕃五カ年事業の終了後も大きな影響を与え続けることになる。まず1914年（大正3年）より、台湾総督府によって編纂された初等教育教材に呉鳳は採用される。そればかりではなく、1917年（大正6年）には日本本土の文部省も、呉鳳を尋常小学校の教材として採用し、1924年（大正13年）には日本統治下の朝鮮でも国語の教科書教材として採用された。また、台湾について紹介する一般向けの書籍や辞典においても、「殺身成仁通事呉鳳」によって形成された新たな呉鳳像が紹介されていくようになった。
台湾総督府が刊行し台湾の公学校で使用された呉鳳教材は
- 公学校用国民読本 巻11第24課 1914年（大正3年）
- 公学校修身書 巻4第4課 1914年（大正3年）
- 公学校用国語読本第一種 巻8第25課 1924年（大正13年）
- 公学校修身書 巻4第14課 1929年（昭和4年）
- 公学校用漢文読本 巻6第19課 1933年（昭和8年）
- 公学校用国語読本第一種 巻8第18課 1940年（昭和15年）

そして文部省が刊行した教科書で使用された呉鳳教材は
- 第二種尋常小学読本 自習用乙第2課 1917年（大正6年）
- 尋常小学国語読本 巻8第6課 1921年（大正10年）
- 尋常小学読本 修正版巻11第2課 1922年（大正11年）
- 小学国語読本 巻8第3課 1936年（昭和11年）

以上が確認されている台湾総督府、文部省が編纂した教科書で採用された呉鳳である。なお、日本統治時代の台湾では、日本人子弟は小学校で文部省が編纂した教科書を用い、漢族の子弟はそのほとんどが公学校で台湾総督府編纂の教科書を用いて学んだ。一方、台湾原住民向けに編纂された教科書には呉鳳は取り上げられていない。
そして前述のように日本統治下であった朝鮮でも、呉鳳は普通学校の教材として朝鮮総督府発行の教科書に採用されていた。
- 普通学校国語読本 巻8第6課 1923年（大正12年）
- 普通学校国語読本 巻8第17課 1930年（昭和5年）

朝鮮の普通学校の教科書教材の呉鳳は、文部省刊行の尋常小学校国語読本と内容的には同様のものであり、特に1923年（大正12年）刊行の普通学校国語読本に至っては巻8第6課と掲載位置まで一致している。

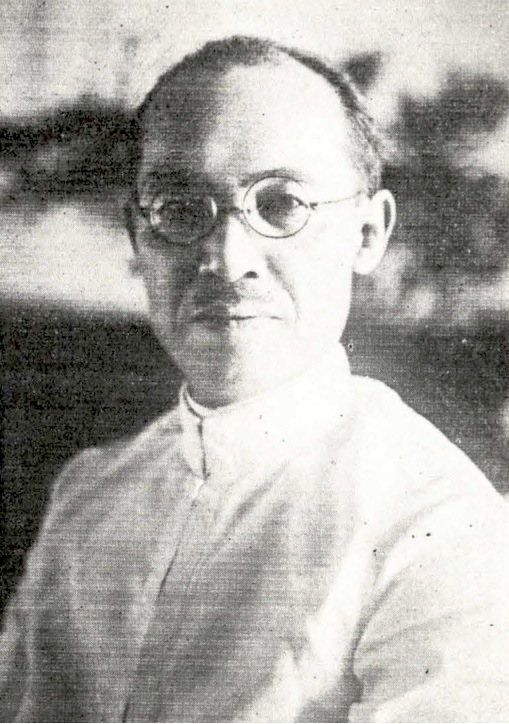
台湾や朝鮮など日本統治地域と日本本土との教育面での橋渡し役を務めていた幣原坦により、呉鳳は文部省の教材として採用された。

学校教材の呉鳳は、1933年（昭和8年）刊行の公学校用漢文読本以外のすべての教材が「殺身成仁通事呉鳳」を典拠としている。つまり基本的には呉鳳についての民間伝承から「殺身成仁通事呉鳳」、更には学校教材の呉鳳という段階を経ていることになる。「殺身成仁通事呉鳳」には、民間伝承には無かった自らの首を差し出す覚悟を固めた呉鳳がツォウ族の前に赤い着物を着て現れ、呉鳳とは知らずにツォウ族が首を落とすといったストーリーが展開されているが、各教科書にもその記述が継承されている。その一方で、漢族の伝承で共通にみられる呉鳳の紙製の人形を死後に燃やし、その後にツォウ族の間に呉鳳の姿を見たとの声が頻発し、疫病などの祟りを及ぼしたという構図は「殺身成仁通事呉鳳」には受け継がれたものの、学校教材となる時点で削除されている。それでも台湾の漢族が学んだ台湾総督府編の教科書では呉鳳が原住民たちに対して「ばちがあたって、お前たちも死んでしまうかもしれんぞ」と告げたという記述がなされており、漢族に伝えられてきた伝承の痕跡は留めているが、文部省編の教科書に至っては完全に削除されている。この結果、自らの命を引き換えに身をもって原住民を教化したという自己犠牲の精神がより強調された呉鳳像が、子どもたちに教育されることになった。
また、先述のようにほとんどすべての教科書で、呉鳳廟の挿絵や写真が掲載されていたが、呉鳳廟が漢族の手によって建立された事実はどの教科書も触れていない。そして教科書内の記述では原住民たちが呉鳳を神として祀ったとされており、あたかも原住民たちが呉鳳廟を建立して呉鳳を神として祀ったかのように受け取れる構成となっている。結果としてやはり原住民が武力などによる強制ではなく、呉鳳の尊い自己犠牲によって感化されたという印象をより強化する効果をもたらした。
また呉鳳の教科書採用の経緯は、まず文部省編纂の教科書をモデルとした上で現地の事物を盛り込んでいくという、当時の台湾、朝鮮などの日本統治地域の教科書教材編纂の常識とは逆に、台湾の公学校で採用された教材が日本の文部省編纂教科書の教材として採用されたという、通常の教科書教材の採用経過とは逆ルートとなっているという特徴も見逃せない。なお、日本の文部省教科書の教材に呉鳳を採用するに際して影響力を発揮したのは幣原坦であった。幣原はかつて韓国統監府学政参与官を務めたことがあり、また殖民地教育という著書も執筆しており、日本の内地と朝鮮、台湾など日本統治地域とを教育面で繋ぐ活動をしていた。その幣原が文部省図書局長を務めていた際、呉鳳を文部省教科書に採用したのである。

### 教科書採用の目的

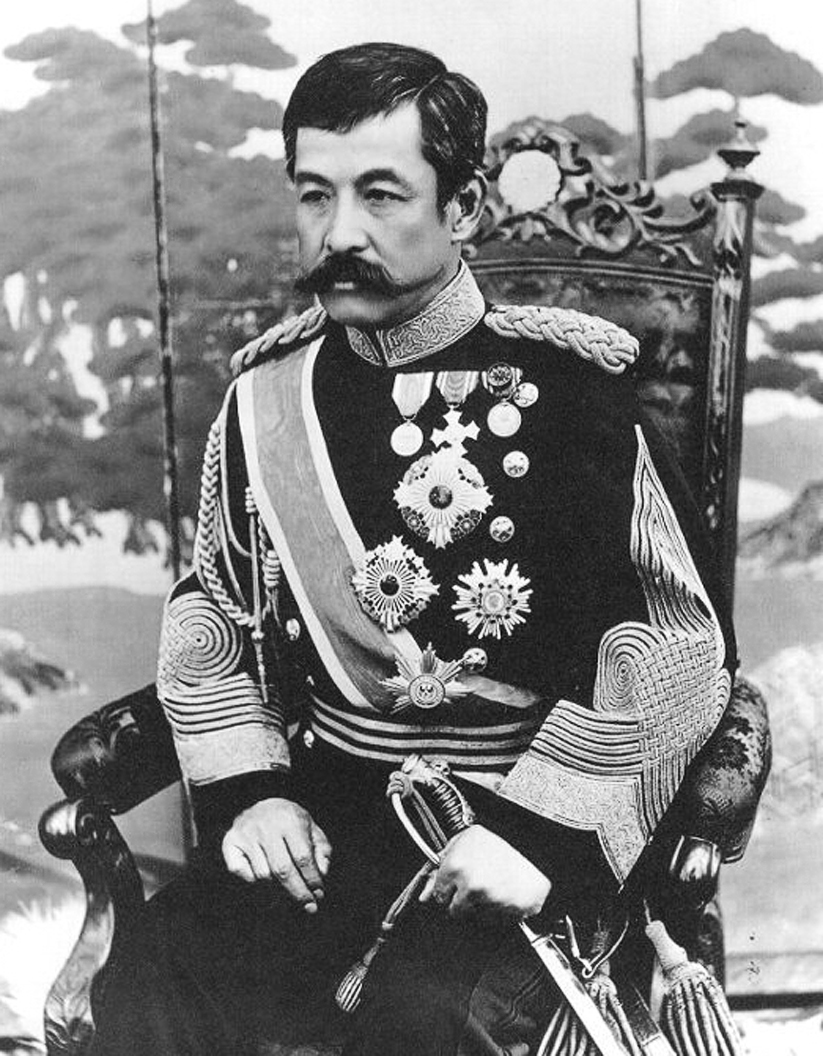
台湾平定事業の最中に殉職した北白川宮能久親王の事績と、呉鳳教材はタイアップして、台湾の漢族に対する教化の役割を果たすことを期待された。

1914年（大正3年）度、公学校の教科書教材として呉鳳の事績が採用されたことについて、呉鳳の顕彰事業を先頭に立って推進してきた嘉義庁長の津田毅一は、そのことを深く喜び、学務当局に感謝の意を述べるとともに、今後、一般大衆の教化に資していくことを希望する旨、表明している。しかしもともと呉鳳の顕彰事業は、理蕃五カ年事業といういわば原住民征服事業のイデオロギーを示し、なおかつ漢族の一般大衆を同事業に駆り立てるという目的があった。公学校に教材として呉鳳が採用された1914年（大正3年）度で理蕃五カ年事業は終了し、そもそも教科書教材の採用には長期的な視点から取捨選択がなされるのが常である。つまり呉鳳を教材として採用したのには原住民征服事業の他に理由があると考えられる。
呉鳳が学校教材として選ばれた理由の一つは、台湾総督府の宗教政策があると考えられている。この頃、台湾を揺るがせた抗日蜂起計画は、その多くが宗教的な背景を濃厚に持っていた。例としては1913年（大正2年）の羅福星事件、そして1915年（大正4年）には事件の首謀者、余清芳が祭神王爺の神勅により帝位につくことを宣言し、天帝の力で日本人を全滅させると主張した西来庵事件が発生した。このような台湾土着の民間信仰を背景とした反日蜂起計画を見て、台湾総督府はいわゆる淫祠邪祠を取り締まり民衆を善導すべく、風紀維持に好ましいと判断された孔子廟、関帝廟、鄭成功そして呉鳳を保護していく政策を取った。当時はまだ神社建立を積極的に進めていく段階ではないと判断され、民間信仰の淫祠邪祠が反日蜂起の精神的なバックボーンとなることを防ぐべく、漢族の民間信仰に源泉を持つ呉鳳がいわば対抗伝説の役割を担うことになったのである。
元来の漢族の伝承から判断すると、死後、超自然的な力を発揮してツォウ族に不幸を呼び寄せ、漢人殺しの習慣を止めさせた呉鳳の姿に神性を見い出し、呉鳳廟などの呉鳳を祀る寺廟が建立されてきたものと考えられる。また呉鳳を祀るという行為には、清王朝による支配体制が脆弱な中、漢族と原住民、あるいは漢族同士の衝突が頻発していたという当時の台湾の社会情勢とともに、漢族の道教を中心とした民間信仰がその背景として存在した。台湾総督府はこのような台湾民衆の間に広がっていた信仰の対象としての呉鳳を利用したのである。その際、自らの命をなげうってツォウ族の首狩りの宿弊を止めさせたという、いわば英霊の物語が接ぎ木されることになった。
一方、儒教の理念から見ても、いわばリニューアルされた呉鳳の物語は問題を抱えていた。呉鳳の物語は、漢族の伝承である雲林縣采訪冊の段階では、人を殺し（清王朝の）命に背くことは、大義に反し王法に背くと儒教の理念が反映された内容が含まれていたが、教科書の呉鳳ではそれらはすっかり消えてしまっている。これはまず日本統治下の教科書において清王朝に忠誠を尽くす内容をそのまま載せることに問題があり、削除されたものと考えられる。
呉鳳の行為は台湾の公学校で教材として採用された当時、仁義という徳目を教える教材として位置づけられていた。しかし儒教本来の仁の概念には普遍的な理への献身、そして鋭い体制批判精神が内在していた。そもそも中国文化において仁を貫いてきた人々というのは、被支配者が支配者に対して正当なる理念を突き付けていったという背景を持つのに対し、呉鳳の場合はいわば支配者である漢族の通事が、被支配者のツォウ族に対して仁義を説くという構造になっている。そして呉鳳がツォウ族に対して仁義を説いた結果として、ツォウ族が仁政の主体となるという結果でなく、「殺身成仁通事呉鳳」本編では結局のところ阿里山の無尽の資源が開発されるようになったという、おおよそ儒教の理念とは遠くかけ離れた原住民教化の成果がもたらされたと結論付けている。結局、教科書での呉鳳の扱いも、仁義という徳目を教えることから身を犠牲にして人のために尽くすことの尊さを教えるといったものに変化した。いわば殺身成仁の中で成仁の部分が薄れ、自己犠牲たる殺身の要素が強められることになった。
ところで自己犠牲の物語が強調された形となった教科書上の呉鳳像であるが、身を犠牲として人のために尽くすべき対象が必ずしも明確になっていない。他の教科書教材との関係から判断すると、呉鳳は北白川宮能久親王という台湾に大きな関係を持つ人物教材とともに、台湾の漢族に受け入れやすい教化を狙った教材であったと推測される。例えば台湾の公学校で用いられた修身の教科書では、1895年（明治28年）、台湾平定中にマラリアで戦病死した能久親王のことを、台湾を文明化するために「御身を犠牲にした」と紹介したすぐ後に、呉鳳が登場する。つまり日本の皇族である能久親王が、いまだ近代文明の恩恵が及んでいなかった台湾に、身を犠牲として近代文明をもたらしたとした後に、野蛮な世界に生き続ける台湾原住民を身を棄てて教化した漢族である呉鳳の教材が続くことになる。これはまず漢族を原住民との対比において持ち上げた上で、近代文明の担い手であると主張する台湾総督府の支配に、漢族が共感、同化していくことをもくろんでいたと考えられる。実際問題として改変がなされたとはいえ、もともとが台湾の漢族の間で伝えられてきた物語である呉鳳は、公学校の子どもたちに極めて人気の高い教材であった。その一方で能久親王の教材はいわば台湾外部からのもので、呉鳳と比べるとどうしても台湾の子どもたちが受け入れるのにはハードルが高かった。そのため、呉鳳と能久親王の教材が互いに補い合う必要性があったのである。

## 台湾原住民に対する歪んだイメージと新たな呉鳳像
前述のようにツォウ族の間で伝えられてきた呉鳳に関する伝承は、漢族の間で伝えられてきた伝承とは内容的に異なっていたと考えられ、更には台湾総督府の公的事業として編纂された「殺身成仁通事呉鳳」の本編の内容に、ツォウ族の伝承が反映されることもなかった。しかしながら呉鳳の逸話は教科書にも採用され、呉鳳は身を犠牲としてツォウ族の首狩りの悪習を止めさせたというストーリーが定着していくことになる。
台湾原住民が祭祀を執り行う際に生首が必要であるのに、呉鳳が以前に獲得した首の使用を指示するなどなだめすかし続けた挙句、やがて首狩りを抑えられてきた不満が爆発するに至るというストーリーの前提として、台湾原住民の祭祀には生首が必要であるとの認識があるのはいうまでもない。しかし当の台湾総督府が行ったツォウ族に対する社会調査の中で、祭祀のためとか悪疫を払うためとか、更には豊作を祈るため等の理由で首狩りを行う例は確認できないと記述されており、また、台湾原住民の研究者であった森丑之助は、その著書の中で台湾原住民は祭祀のために首狩りを行うことを聞いたことが無いと断言しており、「殺身成仁通事呉鳳」の本編発表以降の呉鳳像を支えている一つの柱である、台湾原住民の祭祀に生首が必要であるとの認識は誤りであると考えられる。
その上、定着した呉鳳のストーリーには更なる問題がひそんでいた。台湾先住民が人を殺すことを何とも思わない、血に飢えた人々であることが首狩りという野蛮な風習の根源にあると見なしたことである。このような血に飢え、人の首を狩る欲求ゆえに首狩りという風習が行われているとのいわば生物学的な解釈は、民俗学の中で否定されている。首狩りという風習はまず、敵対する部族、勢力との抗争における復讐としての意味合いとともに、首狩りという危険な行為を遂行することによって、子どもから大人として認められるようになるといったいわば成人儀礼の一つであるとか、自らの武勇を示して部族社会の中で尊敬を得るなど、文化的に見ても様々な意味合いがあると考えられている。
いずれにしても理蕃五カ年事業という台湾原住民制圧事業の最中に編集された「殺身成仁通事呉鳳」の本編は、人を殺すことを何とも思わない、血に飢えた台湾原住民は祭祀に生首が必要であるとの前提によって編纂された。こういった偏見は、漢族の中で語り伝えられてきた呉鳳の伝承内でも見られるものであり、異文化認識のギャップという一面があるのはいうまもない。しかし清の統治時代に記述された「海音詩」、「雲林縣采訪冊」には首狩りの習慣についての言及は無く、「殺身成仁通事呉鳳」の本編は台湾原住民の野蛮さ、残酷さをより強調した記述となっていることは明らかである。その一方で呉鳳の事績が不仁を化し、無尽の富源を切り開く端緒となったと称揚し、結果として理蕃五カ年事業に対する原住民の抵抗を断罪するイデオロギーを示している。この人を殺すことを何とも思わない、血に飢えた台湾原住民は祭祀に生首が必要であるとの極度に歪められたイメージは、教科書内の呉鳳の記述にも引き継がれていく。
なお日本統治時代の台湾原住民は漢族、日本人とも異なる教育体系下にあり、台湾原住民向けの教科書には呉鳳は教材として採用されなかった。つまり日本統治下、台湾原住民は学校で呉鳳について学ぶことは無かった。また呉鳳の死によってツォウ族から首狩りの習慣が廃絶したという話も虚構であり、その後も首狩りは継続し、日本統治時代になってようやく終焉を迎えたと見られている。結局のところ呉鳳の物語は、一方の当事者であるべきツォウ族の伝承が反映されない中で、台湾在住の日本人と漢族のために日本人が作り上げたものであり、ツォウ族のあずかり知らぬ中で構築された虚構の物語という一面を持つことになった。

## 呉鳳廟の改築と観光地化

### 呉鳳廟の改築

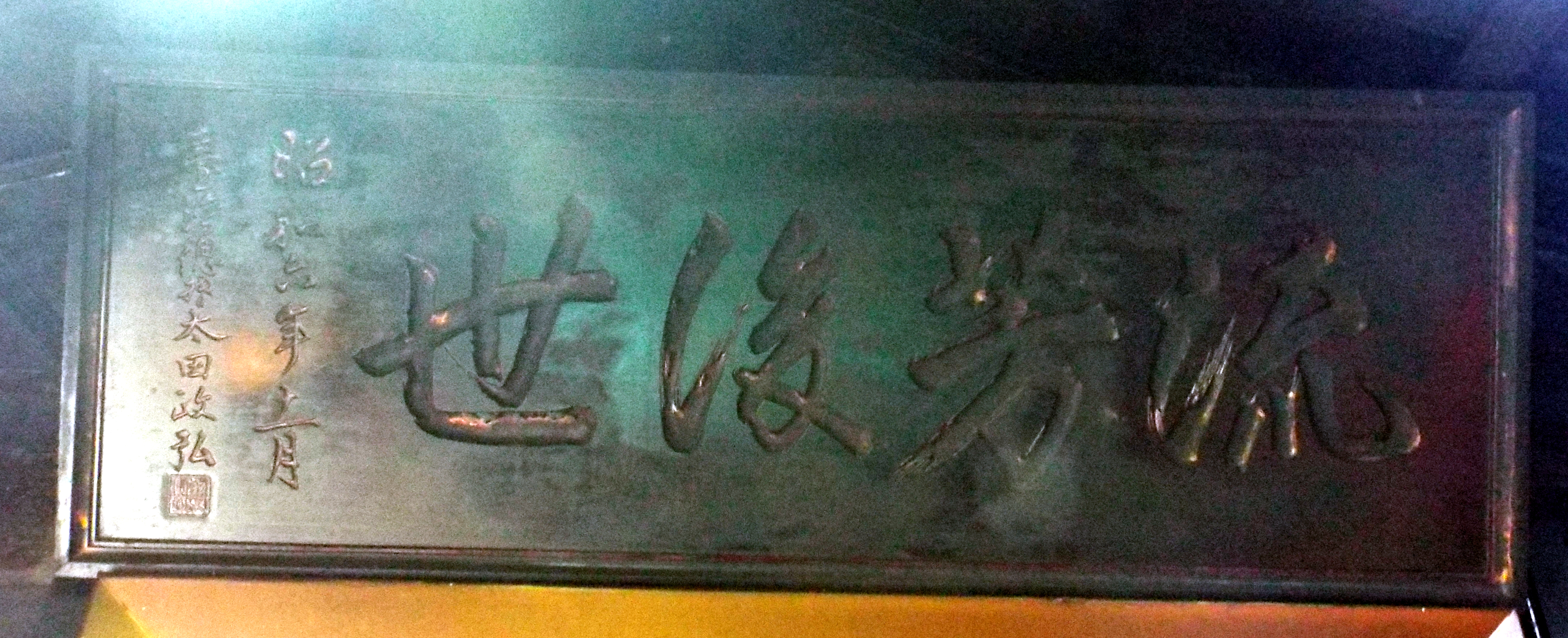
台湾総督太田政弘筆の扁額「流芳後世」。1931年（昭和6年）の呉鳳廟改修工事竣工の際に献じられたもので、現在は嘉義県竹崎郷義仁村の呉鳳旧居に飾られている。

日本統治時代、世間に広まった呉鳳像の虚像性を追及する声が無かったわけではない。先述した台湾原住民の研究家であった森丑之助は、ツォウ族が呉鳳を殺害した事実そのものは存在したと認めたものの、このような事例は当時の台湾でしばしば発生したものであり、特筆すべき事柄ではないとした。そして教科書にまで掲載された呉鳳の事績なるものは日本人の手によって劇的に潤色され、神様成金のごとく崇められているにすぎないとし、日本人の史実に対する行為はあまりに幼稚であると喝破した。

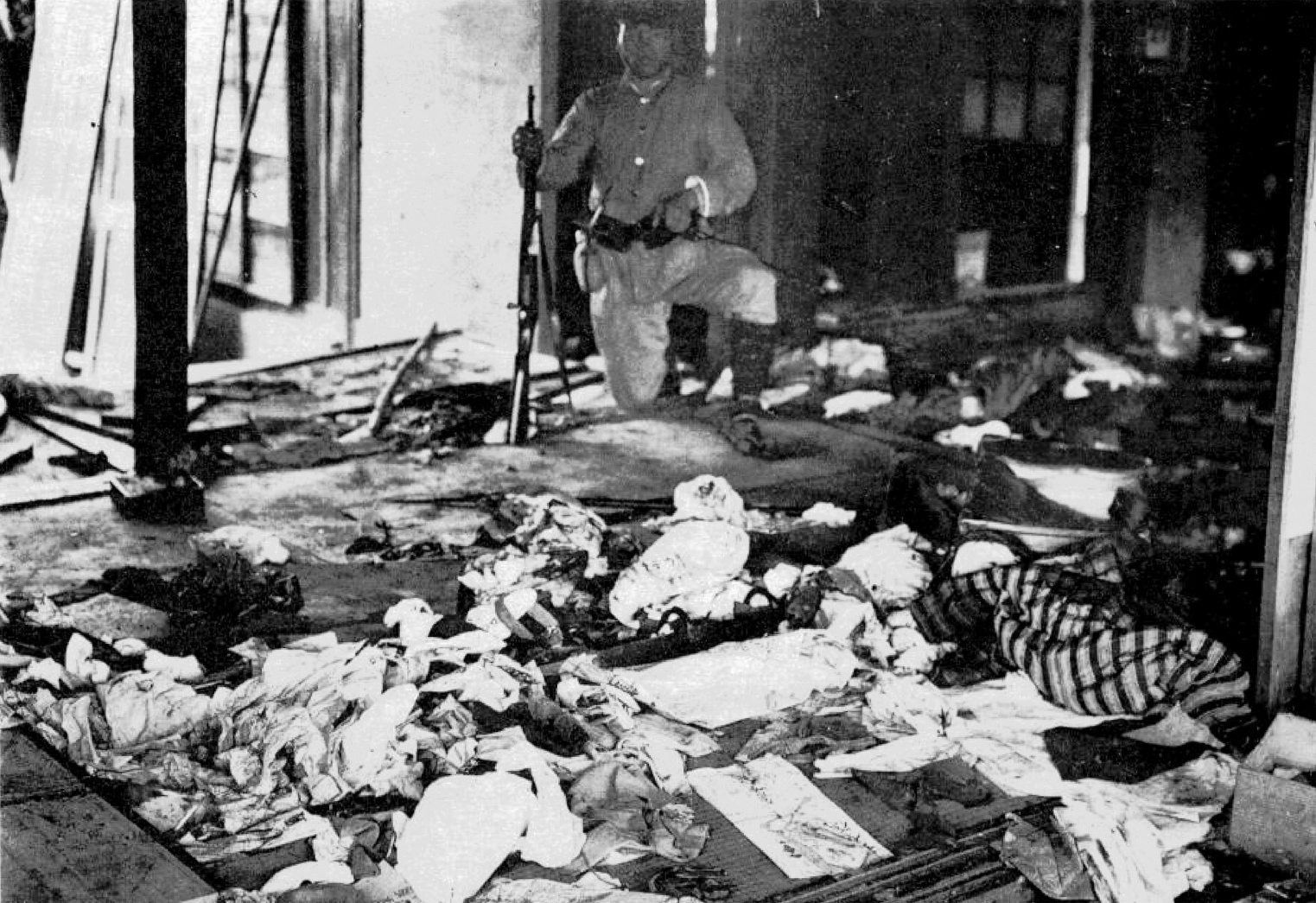
1930年10月に発生した霧社事件は、呉鳳廟改築時における呉鳳顕彰事業の強化につながったと考えられている。

しかし、このような呉鳳の事績を疑う声は日本統治時代はごく一部に止まった。ところで1913年（大正2年）3月に遷座式が行われた呉鳳廟は、大正末年ともなると風雨やシロアリの害によって老朽化が目立つようになり、また国民の思想善導に資するために呉鳳廟を更に整備すべきとの声が挙がるようになったため、1925年（大正14年）、嘉義郡守に荒木藤吉が赴任すると呉鳳廟の改築を企画し、1927年（昭和2年）には改築工事を開始しようとしたもの、折からの昭和金融恐慌の影響をもろに被り、計画は思うように進まなかった。そのような中で荒木郡守は転任となったが、後任の佐藤房吉郡守が改築計画を継承し、台湾総督府、台南州の後援を受け、事業資金を台南州下に募り、1930年（昭和5年）2月8日に呉鳳廟の改築工事が起工された。
改築工事は1931年（昭和6年）10月に竣工した。改築後の呉鳳廟には改築前よりも規模が拡大され、新たに拝殿、休憩所、庭園が整備された。そして1931年（昭和6年）12月23日、佐藤房吉嘉義郡守が委員長を務め、台湾総督の太田政弘らが出席して落成式が執り行われた。式典では太田総督が式辞を述べ、扁額を奉納した。
一方、先の呉鳳廟遷座式の時と同様に、呉鳳廟改築に際しても呉鳳の伝記編纂事業が進められた。今回の呉鳳伝の編集者は嘉義中学校校長の三屋静が務め、伝記内に国語教材としての呉鳳、戯曲呉鳳、琵琶歌呉鳳などが収録された。呉鳳廟改築委員会による呉鳳伝は1931年（昭和6年）11月に刊行されている。このような呉鳳顕彰事業の再度の盛り上がりの背景には、1930年（昭和5年）10月に発生したタイヤル族の蜂起事件である霧社事件が大きく影響したと考えられる。前述のように呉鳳廟改築工事の開始そのものは霧社事件の前ではあるが、改築工事中に発生した事件の影響を受けて、台湾総督府を始めとする関係機関は呉鳳顕彰事業に対する取り組みを強化することになったと推察される。

### 戦前の台湾観光と呉鳳

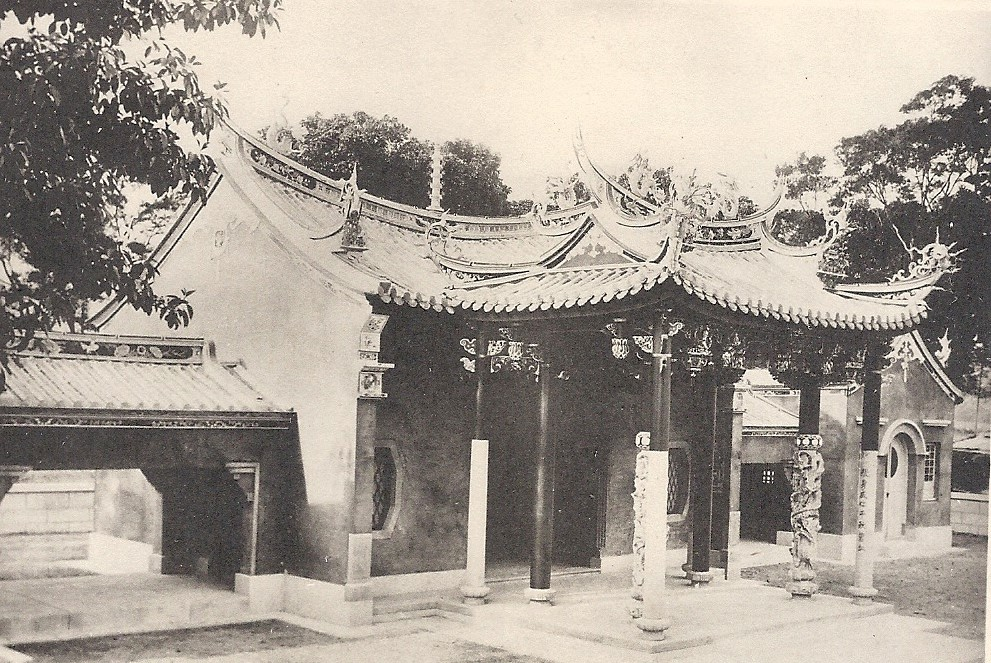
1931年（昭和6年）に改築された呉鳳廟

昭和に入る頃になると、台湾を旅行する観光客の姿が少しずつ増えてきた。そのような中、1931年（昭和6年）、鉄道省は遊覧券の制度を台湾にまで拡大した。鉄道省の遊覧券の遊覧指定地には嘉義も含まれていた。そして1937年（昭和12年）2月には台湾総督府交通局が独自の台湾遊覧券の発売を開始する。台湾遊覧券は鉄道省の遊覧券をモデルとして、台湾在住者も利用できるようにしたものであり、27か所の遊覧指定地が決められていた。台湾遊覧券の遊覧指定地も嘉義周辺が指定されており、市内および呉鳳廟が遊覧先として想定されていた。
1935年（昭和10年）にジャパンツーリストビューロー台湾支部が刊行した「台湾鉄道旅行案内」では、呉鳳廟を嘉義よりバスの便があるとしており、呉鳳の伝承について簡単に紹介している。また1936年（昭和11年）に刊行された「嘉義市要覧」では呉鳳のことを教科書に掲載されている義人であり、嘉義市を訪れる者は必ず呉鳳廟を詣でるスケジュールを組むと紹介している。1938年（昭和13年）の曾景来著の「呉鳳廟物語」によると、当時、呉鳳の例祭日は参列者約2000名を集め、呉鳳廟参拝者は年間10000人を超えるとしている。
また、当時ようやく観光の対象になりつつあった台湾の山岳地帯の中で、呉鳳伝説において一方の当事者であるツォウ族、そしてツォウ族が居住する阿里山も有力な観光資源となりつつあった。当時、日本と台湾では呉鳳が学校教材として採用されていた。誰もが学ぶ教科書上の呉鳳の物語は実話だと見なされており、阿里山といえば自然と呉鳳の逸話が想起された。このような状況下では阿里山の恵まれた風光とともに、呉鳳の逸話に彩られたツォウ族そのものも観光を演出する題材とされた。こうして台湾では日本人そして漢族からも、台湾原住民は観光の見物対象とされるようになった。
呉鳳に関しては映画も制作された。1932年（昭和7年）の『義人呉鳳』である。『義人呉鳳』は当時教科書に取り上げられ世間によく知られた呉鳳の事績を映画化したものであるが、戦後、国民党統治時代の台湾においてリメイクされることになる。

## 戦時体制の強化と呉鳳
1936年（昭和11年）9月、予備役海軍大将の小林躋造が台湾総督に就任した。大正中期より台湾総督は文官が就任しており、久しぶりの武官総督である小林は就任早々、台湾人の皇民化、台湾産業の工業化、台湾を東南アジアなど南進の基地とする南進基地化という政策を打ち出した。うち台湾人の皇民化政策では、新聞雑誌の漢文欄の廃止、生活全般から台湾語を追放して日本語の使用を進めるなどといった政策とともに、台湾土着の寺廟整理が進められた。寺廟整理が政策として推進される中で、もとはと言えば台湾土着の信仰に源泉を持つ呉鳳を教科書で教えることは矛盾するものの、実際問題として寺廟整理とともに神社の建立も思うようには進んでおらず、台湾の公学校の教科書上では1940年（昭和15年）の教科書改訂時まで呉鳳は残された。これは1940年（昭和15年）の段階では、呉鳳が未開の台湾原住民を文明に導くという文明の観念を、台湾の漢族に教育する材料として有用であると判断されたためと考えられる。
一方、文部省編纂の教科書では呉鳳の記述は消え、台湾を舞台とした題材としては「君が代少年」という教材が採用されている。台湾の公学校でも昭和17年度（1942年度）以降の教科書では呉鳳の記述が消え、前述の「君が代少年」の他に、「サヨンの鐘」が新たに教材として採用されている。台湾の公学校の教科書で「君が代少年」「サヨンの鐘」が教材として採用された背景としては、皇民化政策、愛国教育政策などの推進にふさわしい教材と判断されたためであると考えられる。一方、呉鳳の記述が削除されたのは、戦時体制が強化されていく中で、皇民化政策、愛国教育政策などに比べ、呉鳳の教材で期待された文明化、そして道徳を公学校で教える必要性が低下したためと見られる。

## 中国国民党統治下の台湾での呉鳳顕彰

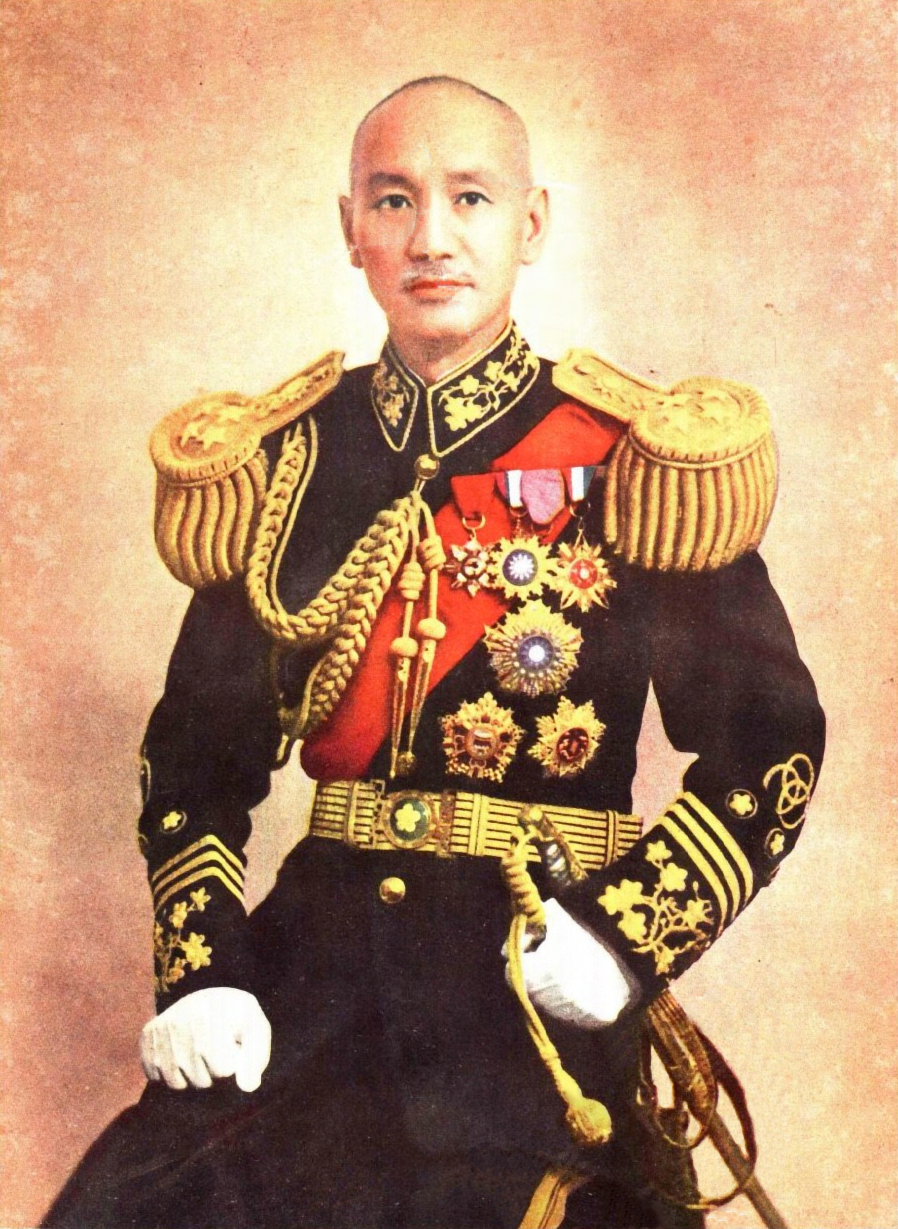
呉鳳の逸話を聞いた蔣介石の命によって、呉鳳の顕彰事業は加速することになる。

戦後、台湾は日本領から中華民国台湾省となった。中華民国の最高指導者であった蔣介石は、陳儀を台湾省行政長官兼台湾省警備指令に任命し、陳儀に伴って中国大陸から台湾統治の人材として多くの官吏や軍人が渡って来た。陳儀は台湾の行政機関等の接収、再編を進め、1945年末には地方行政機関が再編され、続いて新しい地方行政機関の県長、市長が任命された。こうして台湾には中華民国の支配政党であった中国国民党の組織が浸透していく。
台湾を統治した国民党は、呉鳳を中国伝統の倫理観に合致するとして広く称揚するようになった。台湾における戦後の呉鳳の顕彰は早くも1946年に始まっている。台湾省の教育委員会は呉鳳を国民学校の教科書教材に採用し、嘉義でも中国大陸出身の市長であった宓汝卓らが呉鳳の顕彰を進めた。宓は呉鳳を蔣介石が唱えていた「力行哲学」の実践者であると称え、嘉義市では市内の主要道路の一つを呉鳳路と名付け、市の中心部に文化活動センターである呉鳳康楽区を設立し、そして1946年6月19日には、阿里山のツォウ族の主要集落である達邦を中心として呉鳳郷が設立された。
1947年には、嘉義の名産であったサポジラ（人心果）が呉鳳柿と名付けられた。更に宓汝卓嘉義市長は呉鳳の命日とされていた9月24日を、公務員節（公務員の日）とするよう台湾省政府に建議した。この建議の背景には、同年の2月28日に発生した二・二八事件があると考えられている。二・二八事件後、公務員に対する信頼が著しく低下した台湾において、自らの命をなげうって首狩りの悪習を止めさせた呉鳳に倣って、私心を捨てて公に奉仕するよう公務員に求める狙いがあったと見られている。結局この提案は、呉鳳の業績は一地方のものであって全国的なものではないということで、全国の公務員の記念日とするにはふさわしくないとの理由で受け入れられることはなく、呉鳳の命日を公務員節とする提案は実らなかった。

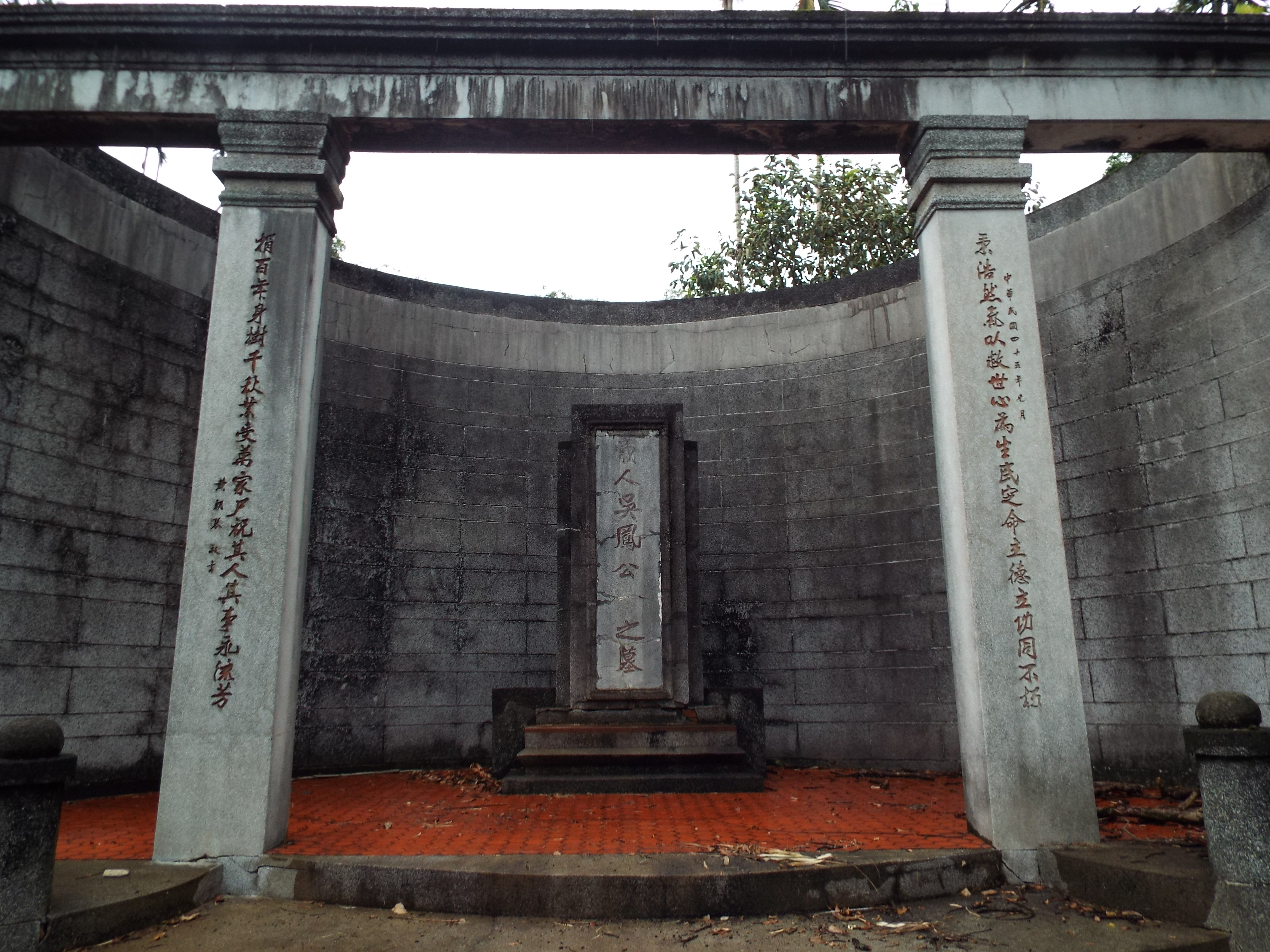
嘉義県竹崎郷義仁村にある呉鳳の墓。呉鳳旧居の裏山にあり、墓碑は台湾省主席であった厳家淦が揮毫し、墓碑の左右の柱に刻まれた対句は臨時省議会議長であった黄朝琴作である。

1951年10月に行われた蔣介石の阿里山訪問は、呉鳳の顕彰事業が更に加速するきっかけとなった。阿里山で呉鳳の話を聞いた蔣介石は嘉義県長の林金生に呉鳳廟の整備を命じたのである。1931年（昭和6年）の改築後、戦時体制の強化や終戦前後の混乱の中、呉鳳廟は荒れだしていた。蔣介石の命を受けた林金生は翌1952年に呉鳳廟の修建委員会を立ち上げ、改修工事が始まった。この時の改修で呉鳳廟に後殿が増築され、また代々呉鳳廟の管理に携わっていた家から廟の後ろに当たる土地が寄贈された。これは後に呉鳳記念園として整備される土地となる。1953年11月12日、改築成った呉鳳廟で林金生主催で落成式典が行われ、蔣介石から扁額が贈られた。

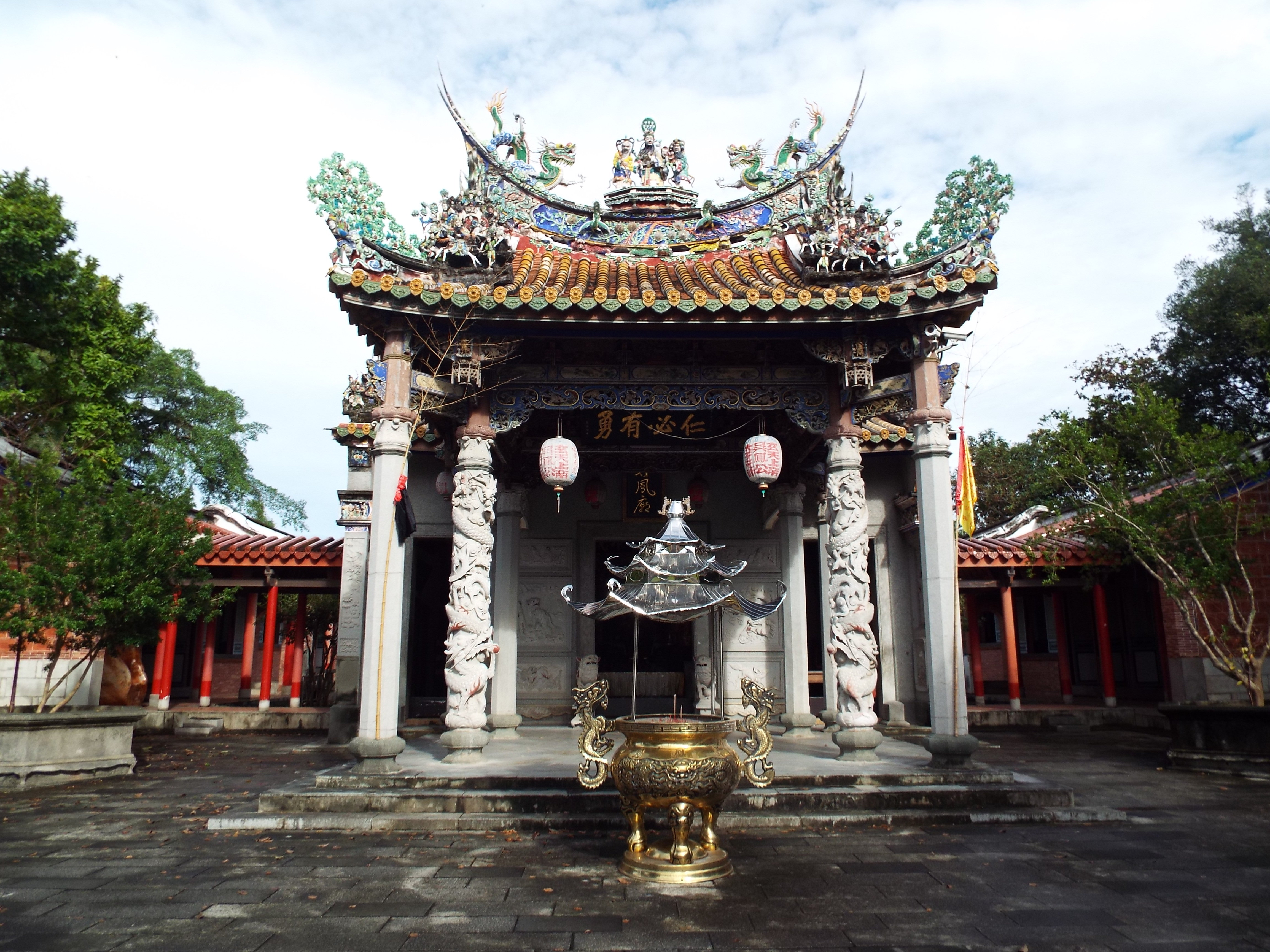
呉鳳廟は台湾の国民党政権時代もしばしば改築、整備が進められた。

その後も呉鳳の顕彰事業は着々と進められていった。呉鳳がツォウ族によって首を狩られたと伝えられた場所には、1920年（大正9年）に呉鳳従難之碑が建てられていた。呉鳳廟の改築が終わると続いてこの呉鳳が亡くなったとの伝承がある地の整備が行われ、1955年、呉鳳従難之碑を撤去して新たに呉鳳公成仁紀念碑が建立された。呉鳳公成仁紀念碑の建立以降、この地は呉鳳成仁地と呼ばれるようになった。ところで呉鳳従難之碑の撤去と呉鳳公成仁紀念碑の建立作業中に人骨が発見された。この人骨は呉鳳であると見なされ、呉鳳の子孫も呉鳳が家に帰りたがっているものと考えたため、呉鳳の旧居裏山に呉鳳の墓が整備されることになった。1956年6月、当時、台湾省政府の主席を務めていた厳家淦が墓碑を揮毫し、墓碑の左右の柱には臨時省議会議長であった黄朝琴が揮毫した対句が刻まれた呉鳳の墓が完成する。なお、呉鳳の墓の建設には政府の援助がなされたと伝えられている。
1968年は呉鳳没後200年に当たるとして、その前から呉鳳の顕彰事業も活発化する。まず1967年に騎馬姿の呉鳳の銅像が嘉義駅前の広場に建てられ、台湾省主席の黃杰が像の除幕を行った。この頃、呉鳳の子孫が経済的な問題で就学困難であるとの話が知られるようになり、嘉義県では呉鳳の子孫の就学のために資金援助を行うようになった。1968年には嘉義県の各界で構成された呉鳳成仁二百年籌備委員会が発足し、記念誌の発行、嘉義県内の各種学校での呉鳳成仁二百年記念活動の実施など、各種の顕彰事業を実施した。
呉鳳の没後200周年記念の顕彰事業の後も呉鳳の顕彰は続いた。1974年には呉鳳廟内に陳列室が設けられ、1979年からは呉鳳廟風景観光特区計画がスタートし、呉鳳廟の規模拡大、そして前述の呉鳳廟の後ろの土地に呉鳳記念園が整備され、更に呉鳳成仁地の再整備も進められた。この時の呉鳳廟の改修によって建物は閩南式の伝統建築として装いを新たにし、廟の周辺も庭園化された。1985年9月9日、台湾省主席の邱創煥が主催者となって呉鳳廟の改修工事の落成と呉鳳記念園のオープンが祝われた。
そして1985年11月27日、呉鳳廟は中華民国国定第3級の古蹟に指定された。しかしこの頃には台湾原住民の中から後述する呉鳳神話打破運動が高まりつつあった。
なお、呉鳳は国民党の台湾統治時代においても映画化されている。国民党統治時代最初の映画化は1950年の『阿里山風雲』である。この映画は戦前の日本統治時代に制作された『義人呉鳳』のリメイク版であり、撮影隊が中国本土の上海からやって来て撮影を開始したところ、国共内戦が激化して上海に戻ることが出来なくなり、その結果として台湾で制作された最初の中国語長編劇映画となった。映画は制作側のみならず配役も全て中国人であり、台湾原住民は映画制作に関わることはなかったが、主題歌である「高山青」は台湾のみならず中国本土でもヒットし、現在でも台湾民謡の古典とされている。そして1962年にやはり『義人呉鳳』をリメイクした映画、『呉鳳』が制作される。『呉鳳』は宣伝要素の強い政治映画であったが、映画監督と主演男優を香港から、カメラマンと照明技師を東宝から招き、300名の台湾原住民が伝統舞踊を踊るシーンがあり、台湾原住民の専門家による監修も行われた。『呉鳳』は評判を呼んで蔣介石も鑑賞し、当時、台湾で制作された中国語映画で史上最高の売り上げを挙げた。

## 台湾の先住民族運動と呉鳳

### 呉鳳によって傷つけられ続けた台湾原住民の心
戦前の日本統治時代、呉鳳は主として日本人の子どもたちを対象とした教育を担った小学校と、漢族向けの公学校の教科書で教えられており、台湾原住民の子どもたちが学んだ教科書には登場しなかった。戦後になって国民党の統治下に入った台湾でも、呉鳳は教材として採用された。戦後、台湾の子どもたちに教えられた呉鳳は、戦前の日本統治時代の教科書のそれとほとんど変わりがない、しかし国民党統治下での教育で戦前の日本統治時代と大きく変わったことは、教育の一元化によって台湾原住民も漢族と同じ教科書を用いるようになったことである。つまり戦前とは異なり、台湾原住民の子どもたちも学校教育の「生活と倫理」科目の中で呉鳳を学ぶことになったのである。
教科書で教えられ続けた呉鳳の物語は、呉鳳がその身を犠牲としてツォウ族の首狩りの悪習を止めさせたというストーリから、子どもたちに台湾原住民とは野蛮かつ残酷で遅れた人たちであるとの認識を植え付けた。このことは台湾の漢族に台湾原住民に対する蔑視感情を育み、一方、台湾原住民には自らのことを卑下する意識をもたらすことになった。1980年代に始まった台湾の先住民族運動の中で、台湾原住民に対する差別や偏見を助長し、その尊厳を傷つけてきたとして、呉鳳神話打破運動が大きなテーマの一つとなった。

### 呉鳳物語の虚構性の暴露と呉鳳神話打破運動

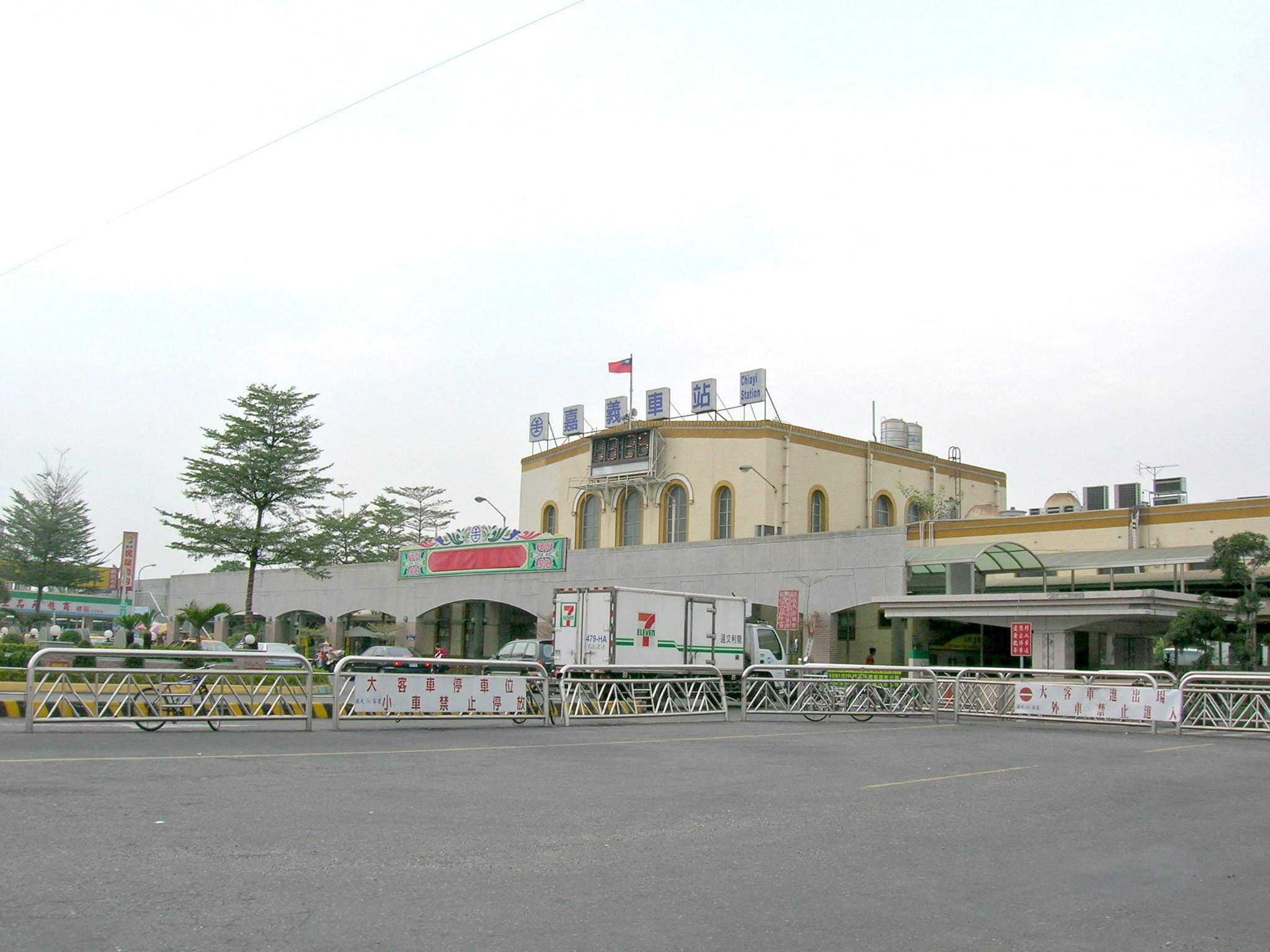
1967年、呉鳳の顕彰事業の一環として嘉義駅前広場に建てられた呉鳳像は、呉鳳神話打破運動の高まりの中、1988年12月31日に倒された。

戦前の日本統治時代に森丑之助が巷間に広まっていた呉鳳像の虚構性について指摘したように、国民党統治時代の台湾においても世間一般に信じられていた呉鳳について疑問を唱える人たちがいなかったわけではない。早くも1950年に林衡立がツォウ族の首狩りの風習を止めさせたのは呉鳳の功績と伝えられているが、それは誤りではないかとの疑問を唱えていた。その後も世間に広まっていた呉鳳像は誤りではないかとの説を唱えた学者もいたが、それらの疑問が広まることはなかった。
呉鳳伝承の虚構性が初めてクローズアップされるようになったのは、1980年になって人類学者の陳其南が新聞紙上で巷間伝えられている呉鳳像の虚構性について指摘した上で、このような虚構の物語を子どもたちに教えることは愚民教育に他ならないと厳しく批判した後のことである。陳其南の告発以降、台湾では呉鳳についての研究が活発化し、それに伴って様々な議論が巻き起こるようになった。日本統治時代、そして国民党統治下の台湾において呉鳳伝説を映画化したこともやり玉に挙げられるようになった。そのような情勢下、1983年5月1日、台湾原住民の台湾大学学生が、台湾原住民の民族としての自覚を呼びかける手書き回覧雑誌、「高山青」を創刊する。高山青の創刊は台湾における先住民族運動の嚆矢となったと評価されている。
高山青を創刊した台湾原住民の台湾大学学生は、続いてツォウ族古老に呉鳳伝説についての聞き取り調査を進め、1983年10月、高山青第2号として「ツォウ族同胞は言う、呉鳳は我々が殺した、なぜなら彼は悪徳商人だったからだ」を刊行した。高山青第2号では、これまで広く伝えられてきた呉鳳伝説の虚構性をツォウ族の目から指摘するとともに、呉鳳伝説がツォウ族を貶め、深く傷つけ続けていることを訴え、虚構にまみれた呉鳳が顕彰され続けていることを指弾した。また台湾原住民出身である台湾省議会議員の荘金生も、漢族の利益のために死んだ呉鳳を教科書に採用すべきではないと省議会で質問した。
1980年代前半、当時まだ台湾は国民党の統治下にあった。台湾原住民の台湾大学学生が始めた台湾先住民民族運動は大学内の国民党組織からの妨害を受けたが、また一方では民主化運動のうねりも高まりつつあったため、台湾の民主化を推進する勢力からの関心や支援を受けた。このような中で台湾原住民青年たちは、1983年12月29日、台湾原住民によって自主的に組織された台湾原住民族権利促進会を発足させる。この台湾原住民権利促進会が行った最初の組織的な活動が、呉鳳神話打破運動であった。
まず1985年9月9日、先述の呉鳳廟改修工事の落成と呉鳳記念園のオープン記念式典で、台湾原住民権利促進会とツォウ族青年からなる抗議グループ5名は「呉鳳は偉人にあらず」と書かれた横断幕を掲げ抗議の座り込みを行った。続いて台湾原住民権利促進会は1985年10月27日、霧社事件の55周年に合わせて呉鳳の教科書からの削除などを求めたアピールを発表した。
1987年9月にはより激しい抗議行動が行われた。9月9日、約200名の抗議グループがまず嘉義駅前広場の呉鳳の騎馬銅像前で集会を開き、「呉鳳のねつ造された神話は、台湾教育の恥だ」「呉鳳神話を排除し、民族の尊厳を取り戻そう」「呉鳳像を撤去せよ」「ツォウ族の故郷に呉鳳郷という名はふさわしくない」などと書かれた白布を掲げた。抗議グループはその後「呉鳳は要らない、必要なのは尊厳である」「神話は要らない、歴史が必要だ」「愚民教育を打破せよ」などとシュプレヒコールを唱えながら、嘉義県政府へ向かってデモ行進した。そして翌10日には台北で教育部に対する抗議活動の後、台北市内をデモ行進した。
この時の抗議活動では具体的に
- 教科書における呉鳳神話の記述は、完全に除去しなければならない。
- これまで多額の税金を投入して整備されてきた呉鳳廟は、呉鳳を祭神とするものから、台湾の漢族と原住民との融和を図る記念館とすべきである。
- 嘉義駅前の呉鳳騎馬銅像を撤去せよ。
- 呉鳳郷の改名

の4点が要求された。
台湾における先住民運動は、これまで蔑視され、権利が蹂躙され続けてきた台湾原住民の文化や伝統、そして権利が尊重されるようになることを目指し、ひいては様々な来歴を持つ人々の集合体である台湾社会の多文化共生を目指したものであった。漢族が台湾にやって来る前から台湾に住み続けていた台湾原住民の主張には正当性があり、台湾社会の多文化共生運動をリードしていた。そのような運動のまさに第一歩となったのが呉鳳神話打破運動であった。
1987年10月10日の教育部への抗議活動で、抗議グループは教育部長と面談して呉鳳の教科書からの削除を要求した。教科書を編纂する国立編訳館は、有識者による呉鳳史実研究小組を立ち上げ、この問題について調査、検討を重ねた。結局、翌1988年に呉鳳史実研究小組は報告書を提出し、報告書に基づき同年9月、小学校教材から呉鳳を全廃することが決定され、1989年度以降、台湾の教科書から呉鳳は消えた。なお、呉鳳を教科書から削除するにあたり、そもそも呉鳳伝説は、日本人が意図的に呉鳳の人格の崇高さを突出させ、その一方でツォウ族を貶めたもので、呉鳳を神格化することによって原住民を醜化してしまったものとした。
1988年、呉鳳郷で開催された郷民代表大会は呉鳳郷の改名を巡って激論が戦わされた。結局、漢族の郷民代表が抗議の退席後に行われた採決の結果、阿里山郷への改名が決議された。そして1988年12月31日、原住民団体の運動家とツォウ族有志らは嘉義駅前広場の呉鳳騎馬銅像を倒す実力行使に出た上で、改めて呉鳳郷の改名と呉鳳を祀る呉鳳廟の内容変更を政府に迫った。なお呉鳳騎馬銅像を倒した人たちは法律による罰則を受けることはなかった。結局1989年2月、台湾省は呉鳳郷を阿里山郷と改名すると発令し、呉鳳郷改名問題は決着したが、一方、呉鳳を祭神とする呉鳳廟は現状維持となった。

## 呉鳳神話打破運動後の呉鳳

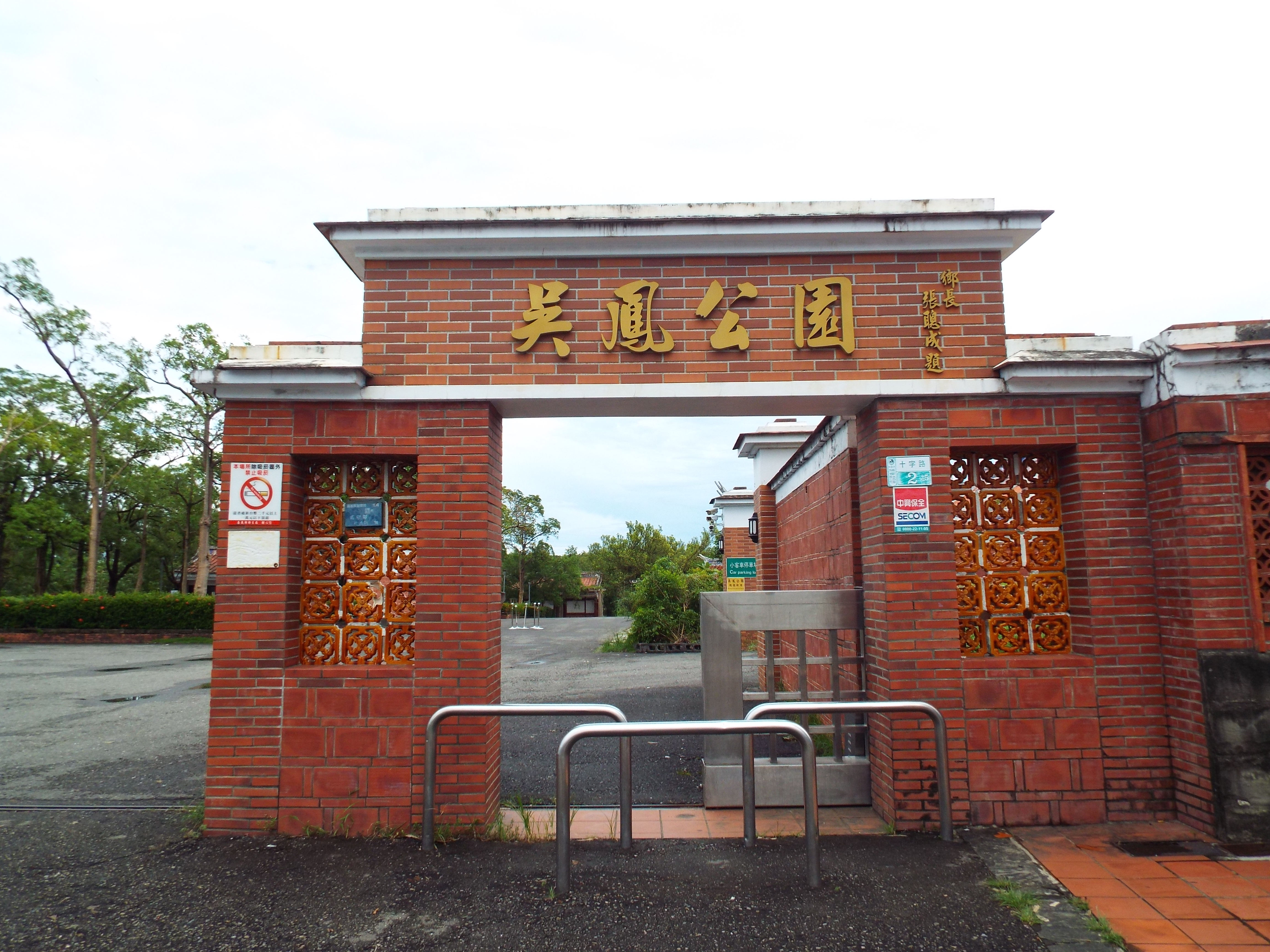
呉鳳が亡くなった地とされる場所は現在、呉鳳公園（旧：呉鳳成仁地）となっている。

呉鳳廟の隣地にはかつては兵舎があり、その後公務員の能力開発センターとなっていた嘉義県の公用地であったが、その土地活用を民間委託した結果、1989年に呉鳳廟の隣に中華民俗村というテーマパークが開設された。呉鳳神話打破運動後も呉鳳廟に対する嘉義県、中埔郷による公的支援は続いており、例えば1999年の921大地震によって呉鳳廟も大きな被害を受けたが、嘉義県によって修復工事がなされ、2003年に嘉義県長の陳明文主催で落成式が行われ、陳水扁総統から扁額が贈られた。
2008年以降、中国大陸在住の中国人の台湾旅行が開始され、観光名所である阿里山にも多くの中国人がやって来るようになった。2010年に中華民俗村が経営難のため閉鎖されると、嘉義県は阿里山観光に訪れる中国大陸在住の中国人を対象とした総合観光開発をもくろむようになった。2012年10月23日、中埔郷主催の呉鳳逝世243周年祭典の席で、嘉義県長の張花冠は呉鳳をテーマとした総合観光開発を民間委託によって行う構想を表明した。これは呉鳳の名は中国在住の中国人に一定の知名度があり、観光客を呼べると判断したことによる。しかしこの構想に対してツォウ族を中心とした台湾原住民から激しい反発の声が挙がり、ツォウ族の嘉義県議会議員は、計画は原住民の心情を踏まえたものでなければならず、呉鳳廟周辺の公園の名前と内容も変更するよう県議会の席上で要求した。結局、張県長は謝罪に追い込まれ、将来公園等を整備するにあたり、呉鳳の名と成仁の言葉を用いないことを約束した。
しかし呉鳳廟など呉鳳を祀る廟は、もとはといえば漢族に伝わる呉鳳伝承を背景に作られた民間信仰の場であった。かつて教科書で教え込まれた呉鳳の物語によって傷つけられた台湾原住民の心は簡単に癒されるものではないが、台湾原住民の中からも、政府や地方自治体のような公的機関が呉鳳や呉鳳廟を支援することは許せないものの、元来が漢族の民間信仰の対象である呉鳳については尊重すべきではないかとの意見も出されるようになっている。呉鳳神話打破運動は台湾の多元的な民族文化の相互尊重、相互理解の出発点であり、この運動によって台湾の人々の視野が広まり、差異を尊重する社会へと向かったことを考えると、漢族の民間信仰である呉鳳に対する漢族の思いや信仰もまた、尊重されるべきであるからである。